# Andy Warhol

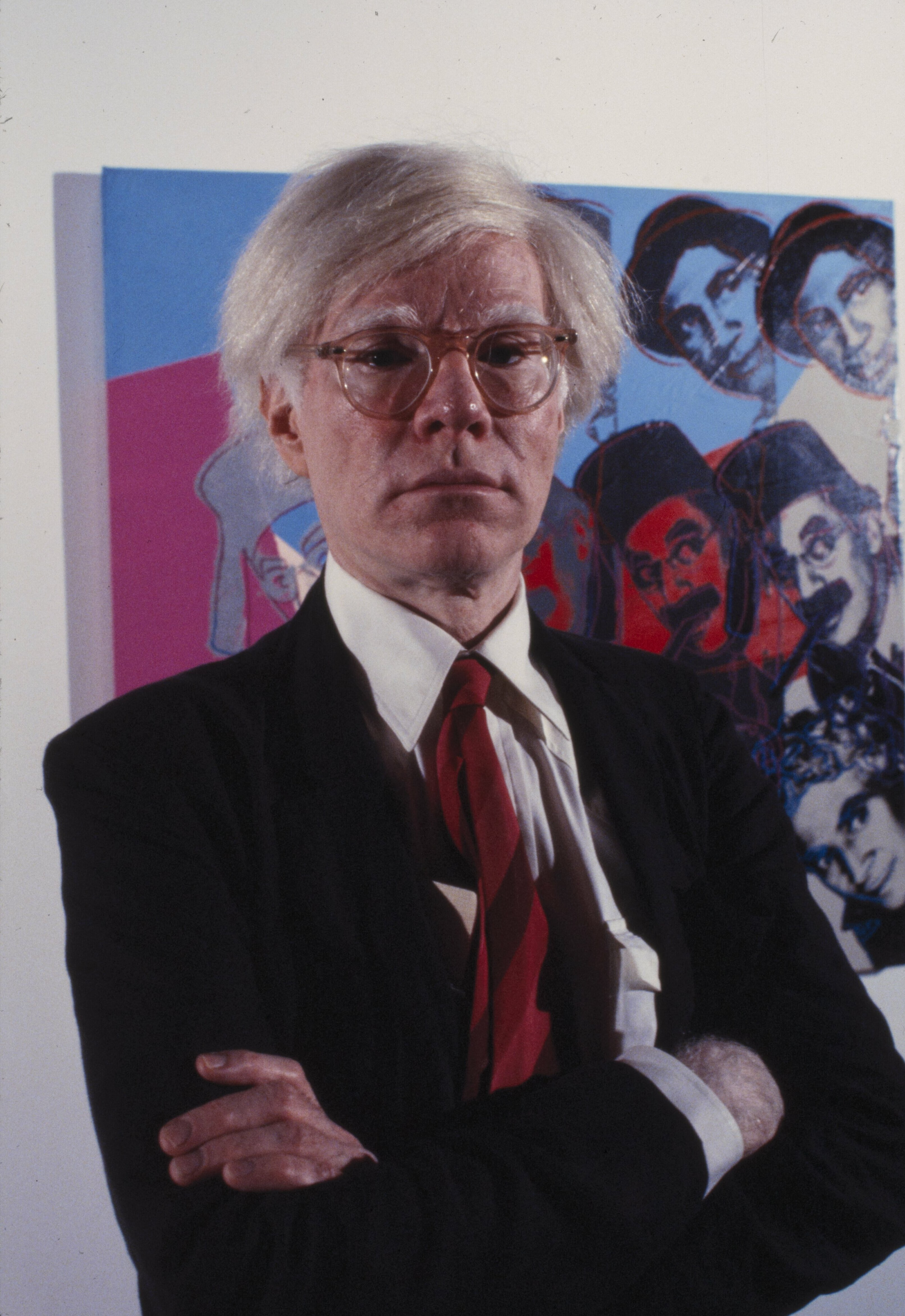
Andy Warhol, 1980

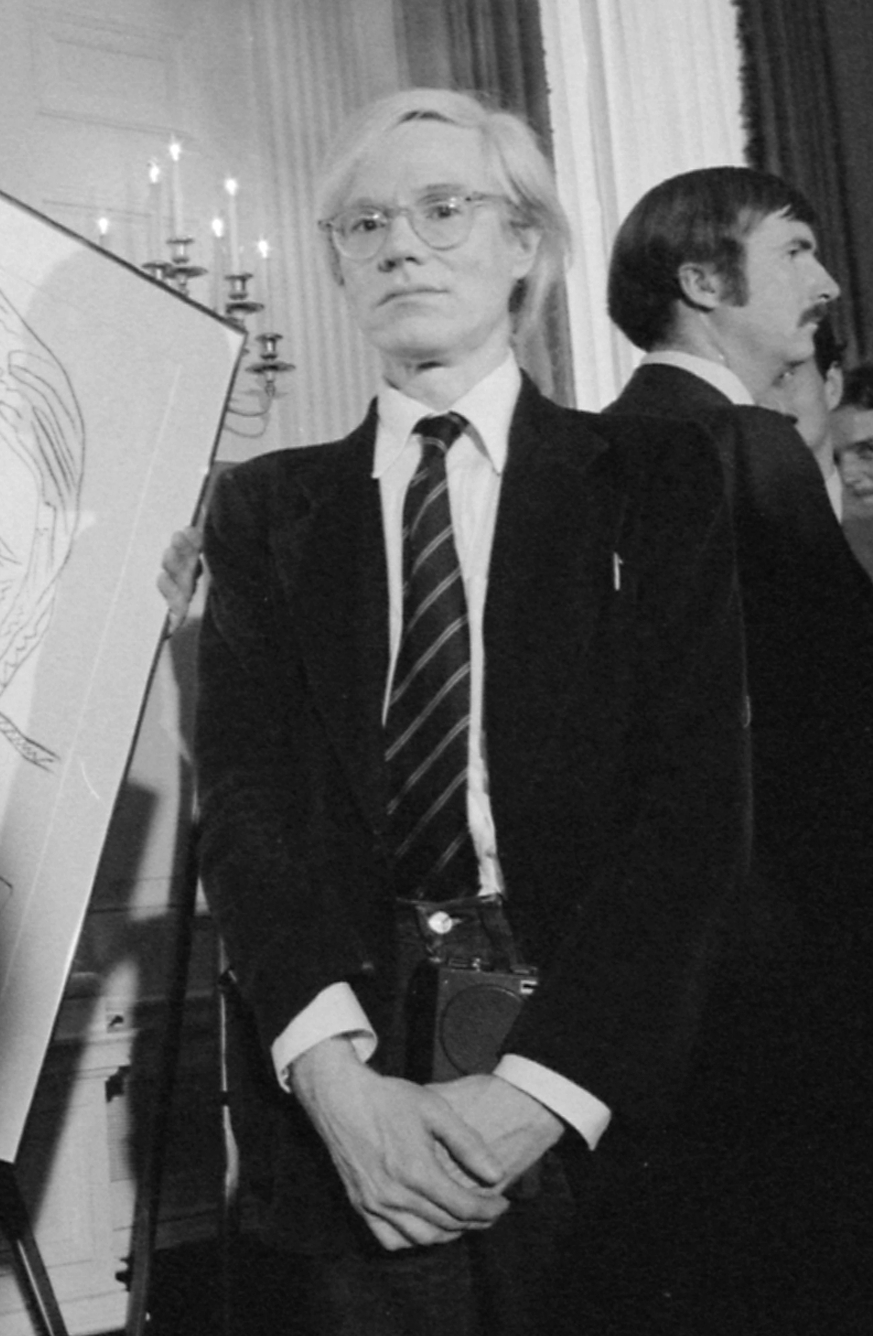
Andy Warhol (1977)

Andy Warhol [ˈændi ˈwɔːɹhɔl] (* 6. August 1928 in Pittsburgh, Pennsylvania; † 22. Februar 1987 in Manhattan, New York City; eigentlich Andrew Warhola) war ein US-amerikanischer Künstler, Filmemacher und Verleger sowie Mitbegründer und bedeutendster Vertreter der Pop Art in den USA. Seine Karriere begann bereits in den 1950er Jahren als Grafiker und Illustrator für Mode-, Hochglanz- und Lifestylemagazine und entwickelte sich schnell. Er hinterließ ein umfangreiches Gesamtwerk, das von Werbegrafiken bis zu Gemälden, Objekten, Filmen und Büchern reicht. Zudem war er auch als Musikproduzent tätig.

## Leben und Werk

### Kindheit und Ausbildung

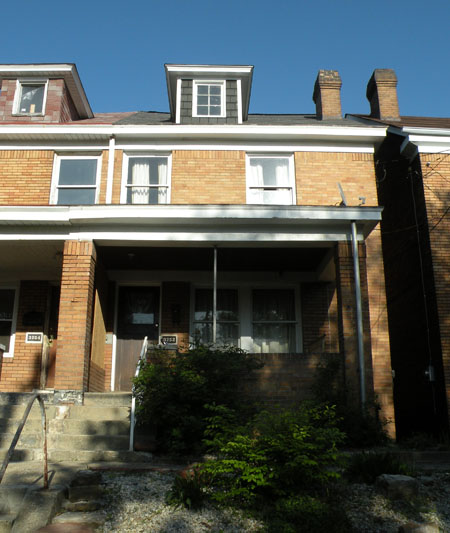
Das Wohnhaus der Familie Warhola in 3252 Dawson Street, Pittsburgh

Andy Warhol war der jüngste von drei Söhnen einer armen Bauernfamilie mit lemko-ruthenischen (in neuerer Terminologie und genauer: russinischen) Wurzeln. Seine Eltern Ondrej Varhola (amerikanisiert zu Warhola) (1888–1942) und Julia Justyna (geb. Zavacka; 1892–1972) waren Immigranten aus dem Dorf Miková bei Medzilaborce in den Karpaten, im Nordosten der heutigen Slowakei (damals: Königreich Ungarn). Sein Geburtsname war Andrew Warhola, den er jedoch später weiter amerikanisierte. Er wurde griechisch-katholisch getauft.
Andy Warhol kokettierte gern mit seinem Geburtsdatum und „verjüngte“ sich gelegentlich auf den Jahrgang 1930, manchmal sogar auf 1933, weshalb in Biografien oft unterschiedlichste Angaben zu finden sind; er bekannte sich jedoch zu seinem Geburtsort Pittsburgh im US-Bundesstaat Pennsylvania. Dort wurde er in der 73 Orr Street geboren.
1934 verließ die Familie ihre Zweizimmerwohnung im Armenviertel Soho und zog in ein eigenes einstöckiges Backsteinhaus in der 3252 Dawson Street im Stadtteil South Oakland.
Im Alter von acht Jahren erkrankte Warhol an Chorea minor, gepaart mit einer seltenen Pigmentstörung, so dass man ihn lange für einen Albino hielt. Das bettlägerige Kind entwickelte schnell eine Leidenschaft für Comics und Kinofilme, begann zu zeichnen und Papierfiguren auszuschneiden. In dieser Zeit entstand eine intensive Bindung Warhols zu seiner Mutter Julia.
Von 1945 bis 1949 studierte Warhol Gebrauchsgrafik am Carnegie Institute of Technology in Pittsburgh, der heutigen Carnegie Mellon University, und machte seinen Abschluss in Malerei und Design. Nach Abschluss des Studiums zog er mit seinem Kommilitonen, dem Künstler Philip Pearlstein, nach New York, das nicht nur literarisches und künstlerisches Zentrum war, sondern auch eine Hochburg der Werbung. Ende der 1940er Jahre arbeitete Warhol in einer Schuhfabrik. Auf dem Weg zur Arbeit wurde er von Alexander Iolas angesprochen, der ihn täglich durch die Schaufensterscheibe seiner Galerie sah; aus dem Kontakt entstand später die erste Ausstellung Warhols.

### Anfänge und Entwicklung des Siebdrucks (bis Ende der 1960er Jahre)
Anfang der 1950er Jahre lebte Warhol von Gelegenheitsarbeiten als Werbegrafiker und Schaufensterdekorateur oder verkaufte Obst und Gemüse auf der Straße. Die Zeitschrift Mademoiselle veröffentlichte im Februar 1950 Zeichnungen, die mit „Andy Warhol“ signiert waren: Aus Andrew Warhola war Andy Warhol geworden. In dieser Zeit entwickelte er seine Technik des „drop and dripping“ – eine Methode, die seine späteren Siebdrucke vorwegnahm: Mit Tinte und Tusche gezeichnete Motive von Engeln, Putten, Schmetterlingen oder Katzen wurden mit Löschpapier kopiert und auf ein neues Blatt übertragen. So entstanden in Zusammenarbeit mit der Designerin Suzie Frankfurt vielfältige Beiträge für Zeitschriften und Magazine sowie Grußkarten, Werbegeschenke und humorvolle Kochbücher (Wild Raspberries, 1959). Auf sogenannten „Colouring Partys“ lud er Freunde und Gäste ein, die dazu beitrugen, seine Arbeiten farbig auszumalen – was bereits auf die spätere serielle „fabrikartige“ Produktionsweise seiner Werke und Filme durch Mitarbeiter hindeutete.
Warhol bat 1952 Alexander Iolas, Direktor der Hugo-Gallery, um eine Einzelausstellung. Warhol legte dem Griechen, den er bereits 1945 kennengelernt hatte, dafür sein Skizzenbuch vor. Da die Saison jedoch bereits als abgeschlossen galt, hatte Iolas schon seine Koffer gepackt, um wie die meisten prominenten New Yorker zu jener Jahreszeit nach Europa zu reisen. Er organisierte aber eine Ausnahme, indem er mangels Personal den Eigentümer einer nahegelegenen Buchhandlung um die Aufsicht der Ausstellung bat. 1956 stellte Warhol dann im Museum of Modern Art in New York aus – beide Male jedoch als Grafiker, nicht als bildender Künstler.

### Gemälde und Siebdrucke
Obwohl Warhol als Industrie- und Werbegrafiker überaus erfolgreich war – Ende der 1950er Jahre zählte er zu den bestbezahlten Grafikdesignern in Manhattan – wählte er dennoch bald den künstlerischen Weg und suchte neue Ideen für seine Bilder auf Leinwand. Warhol konzentrierte sich hierbei auf triviale Sujets der Popkultur; Hollywoodstars, Comic- und Cartoon-Motive, wie Micky Maus, Popeye oder Superman, die er anfangs noch per Hand anfertigte und vervielfältigte. Mit diesen der Werbeszene entnommenen Abbildungen distanzierte er sich bewusst vom Abstrakten Expressionismus eines Mark Rothko oder Barnett Newman oder den Action Paintings eines Jackson Pollock. Resigniert musste er allerdings bald feststellen, dass Künstlerkollegen wie Roy Lichtenstein oder Robert Rauschenberg das Terrain bereits mit ähnlichen Motiven abgrasten. Eine Verbindung zu seinem früheren Leben stellte er dadurch her, dass er eine Schaufensterkollektion aus den noch von Hand gemalten „abgelegten“ Werken für das Kaufhaus Bonwit Teller in der New Yorker 5th Avenue konzipierte und sich auf eine neue Technik verlegte.
Anfang der 1960er Jahre machte er sich mit dem Siebdruck vertraut und begann intensiv Bilder aus Flugblättern, Kinoheften, Zeitschriften wie Life oder dem Time-Magazine auszuschneiden und zu sammeln, um sie für seine Bilder im Sinne von „Mixed Media“ zu verwenden. Kennzeichnend für die folgende Periode seines Schaffens ist die Verwendung von weit verbreiteten, jedem Amerikaner vertrauten Motiven (meist aus der kommerziellen Werbung und Pressefotos), von denen er Siebvorlagen herstellen ließ und die er dann seriell wiederholte (Zitat: „I love to do the same thing over and over again“ – „Ich liebe es, das Gleiche immer und immer wieder zu tun“). Ein typischer Werktitel jener Zeit lautet Thirty Are Better Than One: Eine Postkarte der Mona Lisa wurde dreißigmal auf der Leinwand vervielfältigt und war daher besser als nur eine – das Original zählt weniger als die quantitative Vervielfältigung (Multiple).
1962 hatte Warhol mit Campbell’s Soup Cans seine erste Einzelausstellung als Künstler auf Einladung von Irving Blum, damals Partner von Walter Hopps’ Ferus Gallery in Los Angeles (9. Juli bis 4. August 1962). Er fertigte 32 fast identische Bilder, weil es die Suppenkonserve in 32 verschiedenen Geschmacksrichtungen gab.
Man begegnete diesen Bildern zunächst mit totalem Unverständnis, nur fünf Käufer erkannten die revolutionäre Neuerung von Warhols Sichtweise; einer von ihnen war der Schauspieler Dennis Hopper, der andere Donald Factor, ein späterer Teilerbe des Max-Factor-Konzerns. Keiner der Käufer erhielt sein Bild, für das jeder 100 Dollar bezahlt hätte, weil Irving Blum in Absprache mit Andy Warhol das Ensemble zusammenlassen wollte, und nach der Ausstellung die Bilder für 100.000 Dollar kaufte, obwohl Warhol nur 1.000 Dollar für die 32 Bilder wollte. 1996 wurden sie für 15 Millionen Dollar an das Museum of Modern Art in New York City veräußert.
Eines der bekanntesten Werke aus dieser Zeit dürfte wohl die Abbildung eines Kinostandbildes aus dem Film Niagara mit Marilyn Monroe sein, das Warhol über Jahre hinweg in vielen Farbvariationen verarbeitete. Unzählige „Elvise“, „James Deans“ und „Liz Taylors“ sollten folgen. All diese Bilder zeigen jedoch eines deutlich: Sie stellen ganz bewusst gewählte und weiterbearbeitete Ausschnitte der Vorlagen dar. Warhols oft zitiertes Bonmot, nachdem er gar nicht mehr male und auch seine Vorlagen schon alle da seien, er selbst also gar keine Kunst mehr produziere, sondern diese sich selbst, der Künstler im traditionellen Verständnis also nicht mehr existiere, muss unter diesem Aspekt bewertet werden. Es ist die Auswahl, die Gestaltung, und das ihr zugrunde liegende Konzept, das die Arbeit entscheidend prägt. Warhols in den Jahren als Werbegrafiker erworbenes untrügliches Gespür für die Effekte, die durch eine entsprechende Gestaltung und Farbgebung hervorgerufen werden, bilden die konsequent weiterentwickelte biographische und ästhetische Grundlage. Zu Warhols in Interviews immer wiederkehrender Verschleierungstaktik gehört dementsprechend auch die Behauptung, diese Arbeiten seien teilweise nur auf seine Anweisung von seinem jungen Mitarbeiter, dem gelernten Siebdrucker und Poeten Gerard Malanga angefertigt worden (ähnliches hatte zuvor z. B. schon Salvador Dalí von seiner Arbeitsweise behauptet).
Warhol verwendete alles aus der Populärkultur, was er irgendwie als „glamourös“ empfand oder so uminterpretierte – und wenn es, wie in seiner berühmten allerersten Serie, eine Suppendose von Campbell’s war. Durch die 1962 begonnene „Death and Disaster“-Serie, in der er Pressefotos von Todesfällen bei Autounfällen, Katastrophen und elektrischen Stühlen (siehe Electric Chair) verwendete und durch kleine Retuschen verzerrte, machte er die technische Manipulierbarkeit der Wirklichkeitserfahrung zum Thema der Malerei. Er demonstrierte auf diese Weise, dass das ästhetisch aufbereitete und reproduzierte Grauen konsumierbar wird. Auch die Kunstkritik erkannte bald, dass diese Bilder einen ungeheuren ästhetischen Reiz hatten: Durch ihre Serialität lenkten sie die Aufmerksamkeit weg vom Motiv hin zur Machart der Vorlagen und ließen dadurch den manipulativen Charakter der Populärkultur unserer Zeit erkennbar werden – wir alle sind durch die Massenmedien in unserer Wahrnehmung gelenkt. „Zudem hatten die Bilder ihren optischen Reiz, indem sie durch grelle Farbgebung und bewusst schlampigen Farbauftrag die Originalvorlagen so veränderten, dass eine quasi „filmische“ Betrachtung möglich wurde. Warhols Bilder wurden spätestens seit 1965 als Sensation auf dem Kunstmarkt gefeiert.“

### Die Factory

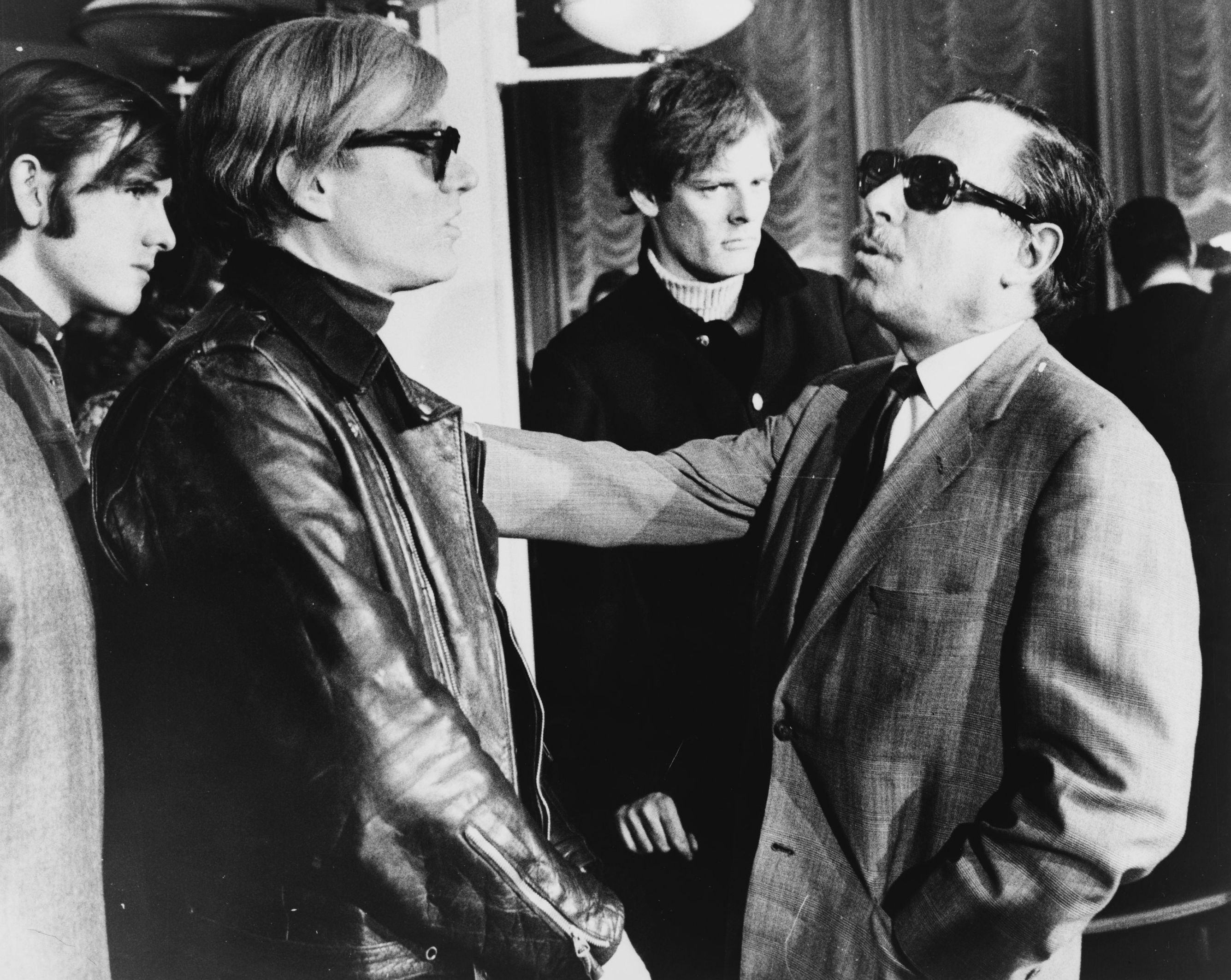
Andy Warhol zusammen mit Tennessee Williams und Paul Morrissey (im Hintergrund)

In seinen 1962 gegründeten, „Factory“ genannten Ateliers, verschiedenen in New York gelegenen Fabrikhallen, arbeitete er an unterschiedlichsten Projekten. Die Factorys waren quasi Warhols Experimentierfeld: Atelier, Filmstudio und „Partylocation“ mit anschließendem „Wohnort“ für die Protagonisten. Zugleich bildeten sie den Pool der kreativen Szene New Yorks. Stars wie Bob Dylan, Mick Jagger oder Jim Morrison fanden sich hier ein und Künstlerkollegen wie Salvador Dalí oder Marcel Duchamp.
Warhol spezialisierte sich anfangs auf den Siebdruck. Ausgangsmaterial hierfür waren meistens Bilder aus den Medien, so beispielsweise des Magazins Life oder Film-, Post- und Autogrammkarten. Später verwendete er bevorzugt eigene Polaroidaufnahmen für seine Arbeiten. Viele von Warhols Bildern wurden aber nicht nur von ihm selbst, sondern auch von seinen Assistenten wie z. B. Gerard Malanga ausgeführt. Berühmt sind die dreidimensionalen Brillo-Boxen (Siebdrucke eines Putzmittels auf Holzkisten), die Campbell-Suppendosen, unzählige Marilyn-Monroe-Porträts (teilweise negativ angefertigt) (als serielle Wiederholung) oder die in der Tradition eines Memento Mori angefertigten Serien von Autounfällen, Schädeln oder elektrischen Stühlen. Bevorzugt wählte er 100 mal 100 Zentimeter große Leinwände für seine Werke. Indes wandte sich der besessene Kinofan Warhol auf seiner Suche nach neuem Material zunehmend der eigenen Filmproduktion zu. Wohl inspiriert durch Filmemacher der Film-makers’ Cooperative wie Jonas Mekas erstand er eine Bolex-16-mm-Kamera und begann Mitarbeiter seiner Factory, Prominente und Unbekannte in allen erdenklichen Situationen zu filmen. Bekannt aus der Zeit der 1960er Jahre sind Undergroundfilme wie beispielsweise Empire, ein acht Stunden langes Porträt des Empire State Buildings in einer einzigen Kameraeinstellung, den sich um 1966/1967 der Musiker Paul McCartney und der Galerist Robert, der McCartney mit Warhol bekanntgemacht hatte, von Warhol in McCartneys Haus in Nordlondon haben zeigen lassen, oder Eat, ein 45 Minuten langer Film, der den Pop-Art-Künstler Robert Indiana beim Pilzessen zeigt, und zahllose sogenannte Screen Tests (zusammen mit Malanga). Mit der von ihm geförderten und anfangs auch produzierten Rockgruppe The Velvet Underground konzipierte er die für damalige Zeiten prätentiösen bis skandalösen Multimedia-Happenings („Exploding Plastic Inevitable“). Das Publikum wurde dabei einerseits durch den ohrenbetäubenden Verstärkerlärm der Rockgruppe, Filmprojektionen und intensive Licht- und Stroboskopeffekte „aufgerieben“. Andererseits schockierten die Performances durch die sexuellen Provokationen der tanzenden Akteure (zumeist Gerard Malanga und die Schauspielerinnen Mary Woronov beziehungsweise Edie Sedgwick).
Nach dem Attentat durch die Frauenrechtlerin Valerie Solanas 1968 ließ es der Künstler ruhiger angehen: Die „Factory“ wandelte sich zum Bürohaus, er selbst sah sich zunehmend als Filmproduzent.
In den 1970er Jahren war er begeisterter Besucher der New Yorker Party- und Glamour-Szene z. B. das Studio 54, wo er zunehmend Prominente auf Polaroidaufnahmen porträtierte. Bekannt aus dieser Zeit sind seine Filme mit Junkies, die an Pornografie grenzen (Flesh, Trash, Blue Movie), deren Regie er allerdings zunehmend Paul Morrissey überließ.
Camp-Filme wie die Western-Persiflage Lonesome Cowboys oder die Horrorfilme Flesh for Frankenstein/Andy Warhols Frankenstein und Blood for Dracula/Andy Warhols Dracula entstanden weitgehend unter der Regie von Paul Morrissey, der Schauspieler Joe Dallesandro gehörte dabei fast immer zur Besetzung. Sie überzeichneten und überschritten die jeweiligen Genres, im Fall von Lonesome Cowboys z. B. durch improvisiertes Spiel und homosexuelle Cowboys, im Fall von Blood for Dracula durch Udo Kier als schwächlichem Graf Dracula, der auf der Suche nach einer Jungfrau eher Mitleid erregte als Angst einflößte.
Das weltbekannte Zungenlogo, das Markenzeichen der Rolling Stones, wurde entgegen vielen landläufigen Meinungen nicht von Andy Warhol, sondern vom Designer John Pasche gestaltet. Warhol hat das Plattencover der LP Sticky Fingers mit Aufnahmen von Joe Dallesandros Unterkörper entworfen. Auf einem Beilegeblatt zu dieser Platte wurde das Zungenlogo erstmals veröffentlicht.

### Die Filme
Andy Warhol konzentrierte sich ab den frühen 1960ern auf seine zweite Leidenschaft, den Film. Seit er Ende 1963 in sein zweites Atelier, die Factory, umgezogen war, bildete dieses riesige Studio mitten in Manhattan einen Anziehungspunkt für die New Yorker Bohème. Tänzer, Transvestiten, Möchtegern-Schauspieler, Maler, Musiker, alles versammelte sich hier nach und nach, Warhol ließ alles zu und jeden seine Leidenschaften ausleben. Und er dokumentierte all dies mit einer Filmkamera (später auch mit Polaroids). Mittels einer Bolex-Schmalfilmkamera begann er, systematisch Aufnahmen von Besuchern, Künstlerfreunden und anderen Prominenten (z. B. Mick Jagger, Bob Dylan, Marcel Duchamp und Salvador Dalí) zu machen. Jeder war als Motiv für die Screen Tests („Probeaufnahmen“) willkommen. Hunderte, bis heute nur teilweise veröffentlichte Filme entstanden nach gleichem Prinzip: das Motiv saß auf einem Stuhl und wurde von einer grellen Lampe angestrahlt, während Warhol die Kamera einschaltete und wegging, sodass der „Schauspieler“ drei Minuten mit dem Objektiv vor dem Gesicht allein war, die Dauer, die die Filmrolle für einen Durchlauf benötigte. Die Ergebnisse der Einstellungen reichten über alle Stimmungen und Gefühlslagen. Eine raffinierte Beleuchtungstechnik mit harten Schlagschatten machte diese Aufnahmen zu bedeutenden meditativen Dokumenten der ausgehenden Moderne.

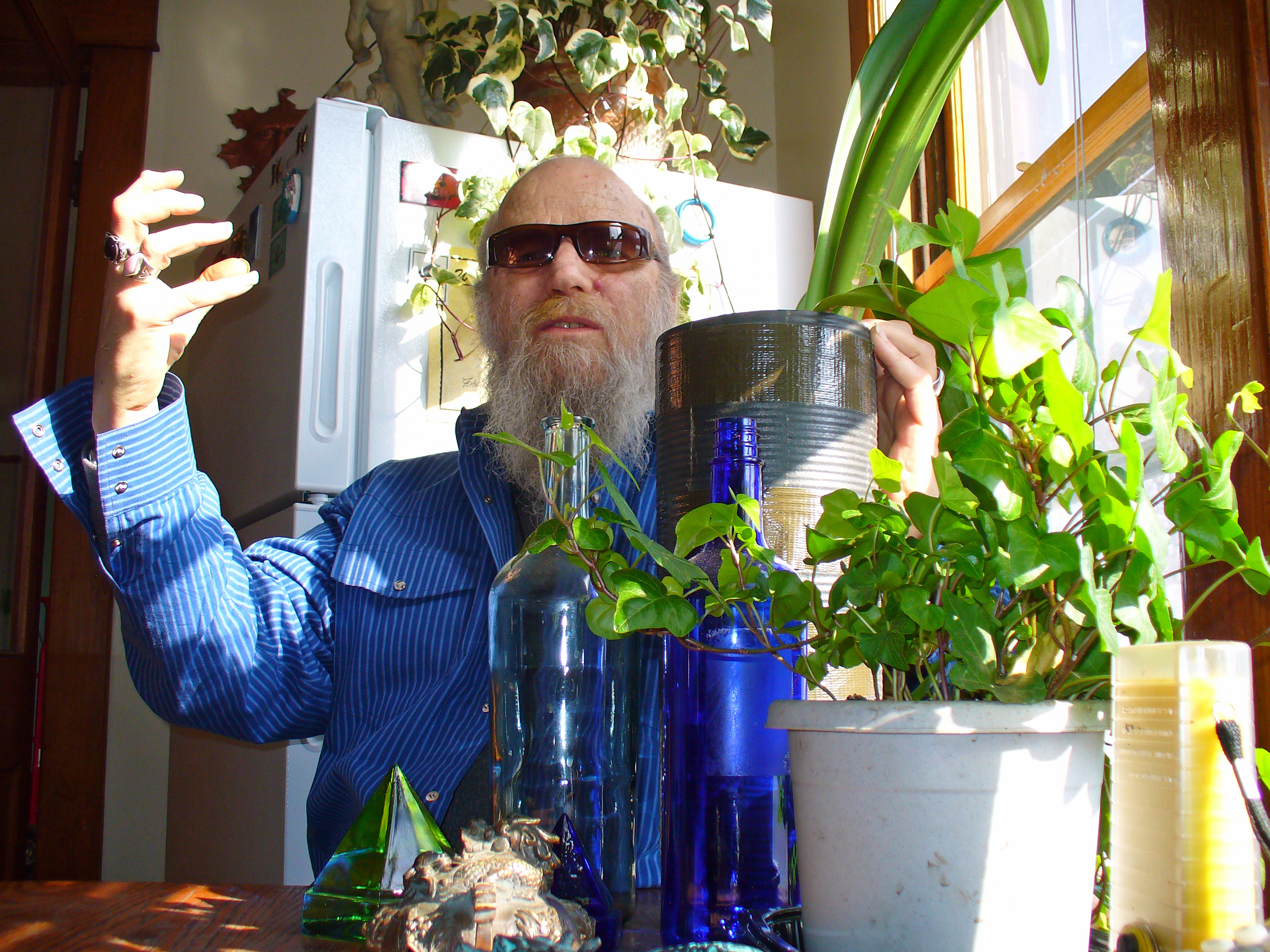
Billy Name, 2007

Zusammen mit dem Team der Factory, vor allem seinem Assistenten Gerard Malanga und dem Fotografen Billy Name, drehte Warhol zudem eine Vielzahl von Spielfilmen in Massenproduktion. Angeregt von Vorführungen in der Film-Makers’ Cinematheque, dem Forum für Underground-Filme in New York unter der Federführung von Jonas Mekas, entwickelte Warhol dabei seine ganz eigene Filmsprache. Typisch für die frühen Filme ist die unbewegte Kamera, die ein einziges Objekt oder eine einzige Handlung gnadenlos ohne jeden Schnitt über Stunden hinweg festhält. „Sleep“, der erste Film, dokumentiert den Beat-Poeten John Giorno über vier Stunden beim Schlafen, „Eat“ den Malerkollegen Robert Indiana beim genüsslichen Knabbern eines Pilzes. Den Höhepunkt dieser Reihe stellt sicherlich „Empire“ dar, der das Empire State Building von einbrechender Dunkelheit bis tief in die Nacht zeigt – acht Stunden lang.
Zahlreiche Filme wiesen mehr Handlung auf. In der Factory tummelten sich genügend Selbstdarsteller, die nur darauf warteten, gefilmt zu werden und sich vor laufender Kamera bloßzustellen. Mario Montez, ein puerto-ricanischer Transvestit, gab als „Harlot“ und „Hedy“ (Hedy Lamarr) eine Vorstellung, „Blow Job“ zeigte den Kopf und Oberkörper eines jungen Mannes, der sichtlich (aber nicht sichtbar) die Vergnügungen der Fellatio genoss. „Couch“, der bekannteste Film dieser Reihe, zeigt ein buntes Ringelreihen meist splitternackter männlicher (und einiger weniger weiblicher) Darsteller in den unterschiedlichsten Paarungen. Deutlich wird hier zum einen der Fokus auf die Welt der Homosexualität in ihren Spielarten, zum anderen der Voyeurismus Warhols, der seine eigene Homosexualität nie offen auslebte. Die zweite Phase von Warhols Filmschaffen ist geprägt durch die Zusammenarbeit mit dem Drehbuchautor Ronald Tavel, der, geprägt vom Theater des Absurden, die Handlungsabläufe und Dialoge mit einer gehörigen Portion Komik und Camp-Ästhetik würzte.
In ironischer Übertreibung und als Underground-Alternative zu den bekannten Hollywood-Darstellern, den „Stars“ nannte Warhol seine Schauspieler Superstars. Hiermit wurden in erster Linie die Frauen in seinen Filmen bezeichnet. Sein erster wirklicher „Superstar“ war das junge Nachwuchstalent und Modell Edie Sedgwick, ein steinreiches Mädchen aus bester Familie auf Abwegen. Mit ihr zeigte er sich, teilweise in gleicher Aufmachung (silbern gefärbte Haare) in der Öffentlichkeit, vor allem auf Partys, von denen er mit seiner ganzen Truppe bis zu sechs pro Nacht abhakte. Die Affäre Sedgwick dauerte nur ein Jahr, denn aufgrund ihres Drogenkonsums nahmen deren Probleme überhand und sie verlor die Kontrolle über sich. Sie schloss sich Bob Dylan an. Der bekannteste, vielleicht auch beste Film Warhols aus dieser Zeit ist Chelsea Girls von 1966, der – teilweise schwarz/weiß, teilweise in Farbe – verschiedene Protagonisten der Factory als Bewohner des legendären Chelsea Hotels in Chelsea (Manhattan) zeigt. Gnadenlos werden Drogenexzesse, Psychosen, Exhibitionismus und sexuelle Eskapaden vorgeführt. Der Film war zu seiner Zeit, in der man auf dem Höhepunkt der Hippie-Euphorie schwebte, ein tiefschwarzes, verstörendes Dokument der urbanen Gegenkultur New Yorks, in ihm standen Heroin und Speed gegen Haschisch und LSD.

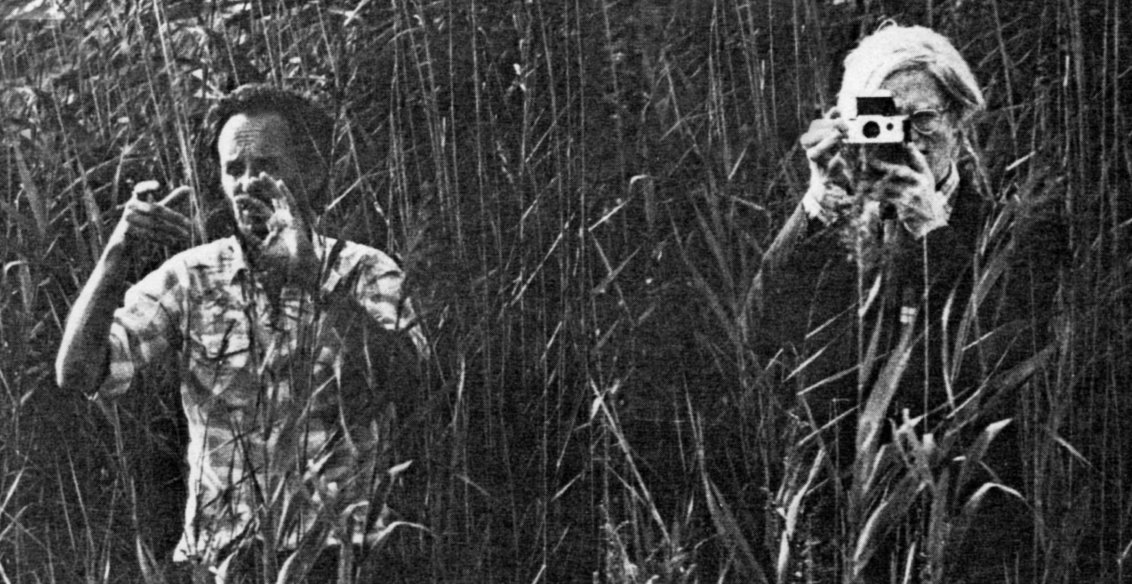
Andy Warhol und Ulli Lommel während der Dreharbeiten zu Cocaine Cowboys, 1979

Gegen Ende der 1960er Jahre fand all dies ein jähes Ende: Die geistig verwirrte Frauenrechtlerin Valerie Solanas (sie hatte in einem Film Warhols eine winzige Nebenrolle gespielt) verübte ein Attentat auf Warhol, der zu dieser Zeit seinen Film „Blue Movie“ (Superstar „Viva“ beim stundenlangen Geschlechtsverkehr mit Louis Waldon) drehte. Der Maler musste ins Krankenhaus, und in den folgenden Jahren überließ er die Regie seinem Mitarbeiter Paul Morrissey. Dieser drehte ganz andere, kommerziell ausgerichtete Spielfilme, für die Warhol nur noch den Namen hergab. Diese wurden im Gegensatz zu den frühen Experimentalfilmen US- und europaweit gezeigt. Für diese ist Warhol heute berühmt.
Nach neuesten Schätzungen des Whitney Museum of American Art, das den Filmnachlass aufbewahrt, hat Warhol im Lauf seines Lebens mehr als 400 Screen-Tests, knapp 280 Filme und über 4.000 Videos gedreht.
Weitere Kunstprojekte

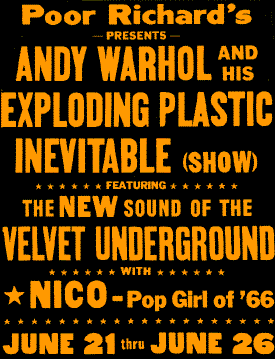
Plakat von The Velvet Underground, 1966

Auch jenseits von Malerei und Film erforschte Warhol neue Territorien. Er erkannte sehr früh die Tendenzen der zeitgenössischen Kunst und modelte sie zu seiner eigenen Sache um. So protegierte er die Rockgruppe The Velvet Underground, indem er sie in der Factory proben ließ (aus all den früheren Übungsräumen, Lokalen und Wohnungen waren Lou Reed, John Cale, Sterling Morrison und Maureen Tucker geflogen, weil sie brutal laut waren), und er finanzierte als „Produzent“ ihre erste Schallplatte. Dazu holte er das deutsche Fotomodell Nico ins Studio.
Die Live-Auftritte der Band sind legendär, Warhol als Mastermind verwendete für die Lightshow erstmals viele neuartige Mittel, die heute alltäglich sind: Stroboskop und Spiegelkugel, Dia- und Filmprojektionen, Farbfilter und Überlagerungen. Die Band trat grundsätzlich nur in schwarzer Kleidung und mit Sonnenbrillen auf. Gestaltet waren die Exploding Plastic Inevitable genannten Auftritte als Aufsehen erregende Multimedia-Happenings, zu denen Malanga, Eric Emerson und Mary Woronov ihren „Peitschentanz“ aufführten. Wie in seinen Filmen dokumentierte Warhol auch mit seiner Band die „dunkle Seite“ der zeitgenössischen Rockmusik.
Als Fotograf arbeitete Warhol unermüdlich. Alles und jeder wurde porträtiert. Mit seinen Polaroid-Sofortbildkameras hielt er das Geschehen um ihn herum fest, in seinem Nachlass gibt es Zehntausende Fotos, die nie der Öffentlichkeit gezeigt wurden.
Warhol versuchte sich auch als Buchautor. Da er nicht nur viel fotografierte, filmte und malte, sondern ebenfalls Tonbandaufnahmen machte, kam ihm die Idee, eine Person aus seiner Umgebung 24 Stunden lang (wohl in Anspielung auf den Ulysses von James Joyce) mit dem Mikrofon zu verfolgen und alles, was er sagte, festzuhalten. Diese Person fand er in „Ondine“ (Robert Olivo), einem notorischen Speedfreak, der pausenlos quasselte, wenn er wieder Drogen genommen hatte – was bei ihm der Dauerzustand war. Die Aufnahmen, in Wahrheit nicht am Stück, sondern über mehrere Monate gemacht, stellen ein unlesbares Dokument des Aberwitzes dar. Stundenlange Monologe, abwechselnd mit aggressiven Unterhaltungen, zu denen auch Edie Sedgwick, Lou Reed und andere beitrugen, sind völlig dilettantisch von zufällig in der Factory anwesenden Besuchern abgetippt worden. Das Buch strotzt nur so vor Fehlern, aber das ist genau das, was Warhol wollte. Als der Verlagslektor dagegen Einspruch erhob, deklarierte Warhol das Buch zum Kunstwerk und damit alle Fehler, Ungereimtheiten, Lücken und durcheinander geratenen Passagen. Der Titel des Buchs ist Programm: A: A Novel (A: Ein Roman), wobei „A“ für Amphetamin steht, dessen Wirkungen es dokumentiert.
Kaum bekannt ist, dass er sogar ein Theaterstück „geschrieben“ hat. 1971 wurde das Stück Pork in New York und London aufgeführt (Regie: Anthony J. Ingrassia), das auf Tonbandmitschnitten von Telefongesprächen zwischen Warhol und Brigid Berlin basierte. Das Stück, das angeblich zuerst 29 Akte und 200 Stunden lang war, sorgte überall für Verwirrung und Ärger, denn es schien eine Abrechnung mit den eigenen Superstars unter der Gürtellinie zu sein. Der Titel Pork, „Schwein“, ist eine Verballhornung des Alias-Namens Brigid Polk, Billy Name wurde zu Billy Noname, „Viva“ zu Vulva, die Handlungen der meist nackten Darsteller waren obszön. Trotzdem lief es im Londoner The Roundhouse über ein Jahr lang.

### Das Attentat und die Zeit danach
Nach einem Attentat der radikalen Frauenrechtlerin Valerie Solanas am 3. Juni 1968, bei dem Warhol durch mehrere Schüsse lebensgefährlich verletzt wurde und längere Zeit im Krankenhaus verbringen musste, änderte sich sowohl sein offener Umgang mit den Factorymitarbeitern und -besuchern als auch das Werk des Künstlers: Er konzentrierte sich wieder verstärkt auf seine Bilder und Siebdrucke und vermarktete später sogar die beim Solanas-Attentat zerschossenen Arbeiten („Elvis Lives“). Die Geschichte um das Attentat von Solanas wurde 1996 unter dem Titel I Shot Andy Warhol verfilmt.

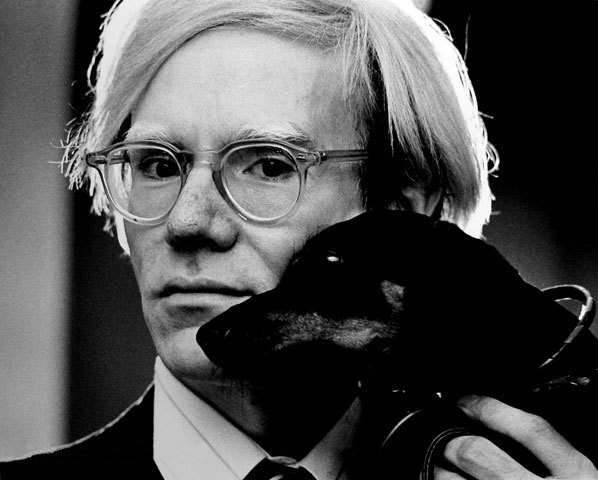
Jack Mitchell: Fotoporträt von Andy Warhol mit Dackel Archie (1973)

Warhols neues Atelier am Union Square wurde seit dem Attentat von Kameras überwacht. Geschäftliche Angelegenheiten überließ er zunehmend seinen Angestellten; so setzte er alsbald den jungen Aufsteiger Frederick Hughes in den Führungsstab seiner Kunstmaschinerie, während sich Morrissey weiterhin um die Filmproduktion kümmerte. Warhol ließ seine Schussverletzungen von dem amerikanischen Starfotografen Richard Avedon ablichten. Die Factory verwandelte sich letztlich von der angesagten „Szenelocation“ in eine normale Büroetage. Die Mitarbeiter der ersten Stunden, Gerard Malanga und Billy Name verschwanden nach Unstimmigkeiten aus der Factory. Hughes stammte aus gutem Hause und hatte hervorragende Verbindungen zu texanischen Ölindustriellen und Kunstsammlern, wie beispielsweise Dominique de Ménil. Sie versorgten Warhol in den folgenden Jahren immer wieder mit Porträtaufträgen und trieben die Preise für seine Bilder in die Höhe.

Logo des Studio 54

Nachdem durch das Attentat sein eigenes „Partyrefugium“ zerstört worden war, stürzte sich Warhol selbst in den frühen 1970er-Jahren zunehmend in die kommerzielle Party-Szene und zählte bald zu den Stammgästen des Studio 54, einer der damals meist frequentierten Diskotheken New Yorks. Dort traf sich die High Society im Kellerraum und schnupfte Kokain, das damals noch extrem teuer war. Die Kunstkritik hatte Warhol immer wieder vorgeworfen, sich in dieser Zeit „ausverkauft“ zu haben. Der (unpolitische) Kontakt zu durchaus dubiosen Figuren aus der Umgebung des Schahs von Persien oder des philippinischen Diktators Marcos war wenig förderlich für ein gutes Image. 1972 starb seine geliebte Mutter Julia; ein erneuter Anlass für den Künstler, sich in einer Siebdruck-Serie mit dem Thema Tod auseinanderzusetzen (die Vanitas-Serien „Skulls“, „Shadows“ etc.). Privat zog sich der Künstler immer mehr in sein New Yorker Stadthaus zurück, wo er über zehn Jahre lang mit seinem Lebensgefährten Jed Johnson lebte.

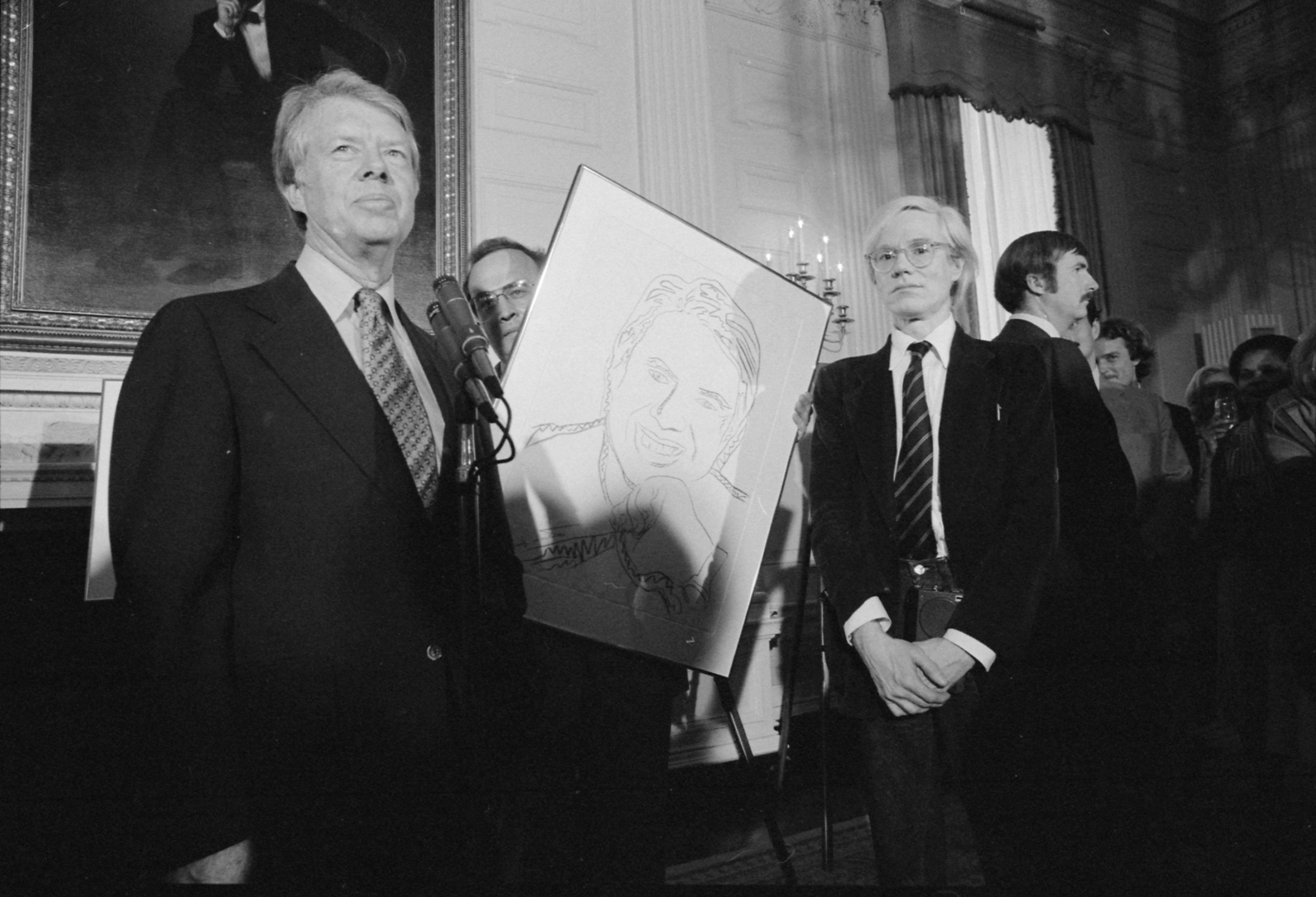
Andy Warhol (rechts) überreicht Jimmy Carter bei einem Empfang im Weißen Haus ein Porträt des Präsidenten (14. Juni 1977)

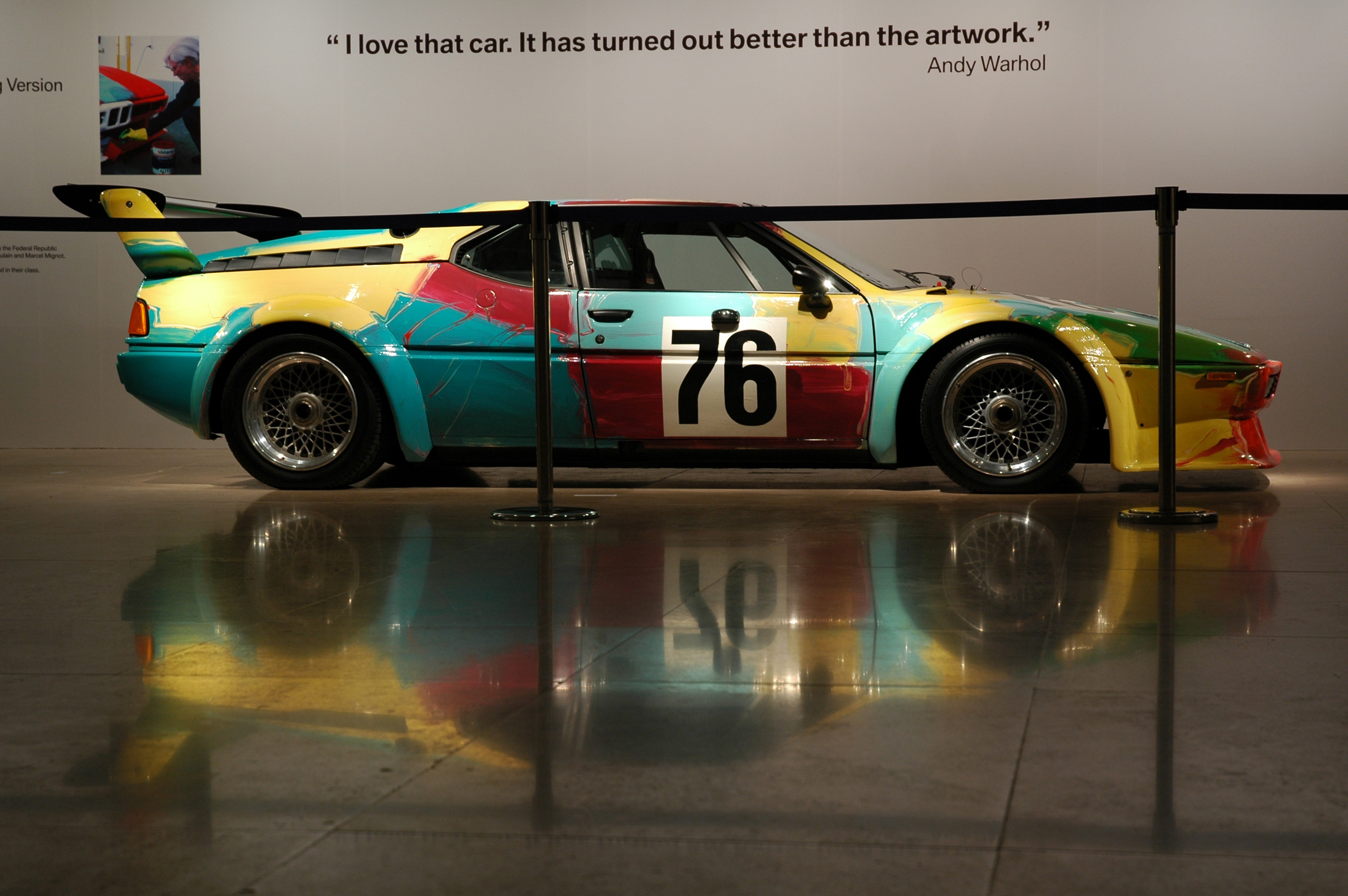
Von Andy Warhol 1979 gestaltetes BMW Art Car

Mit den fortschreitenden 1970er Jahren begann Warhol (in seinem Sinne) aus Kunst schließlich Kommerz zu produzieren: Er porträtierte wie am Fließband jeden, der ihm das entsprechende Honorar bezahlte. Für den italienischen Galeristen Luciano Anselmino fertigte er 1975 die Serie Ladies and Gentlemen, die Dragqueens zeigt. Für 105 Gemälde und ein Portfolio mit zehn Druckgrafiken erhielt Warhol ein Honorar von 900.000 Dollar. Er bemalte Fahrzeuge von Autofirmen wie BMW oder Mercedes-Benz und war stets gern gesehener Gast in Video- und Fernsehproduktionen. Seine (meist prominenten und zahlungskräftigen) Kunden lichtete er in seinen Sessions (Sitzungen) mit der Polaroidkamera ab, die er anschließend zur Belichtung der Druckschablonen für seine Siebdrucke gab. Zunehmend konzentrierte er sich überdies auf die Kolportage, machte unendliche Tonbandaufnahmen und lichtete hemmungs- und wahllos Stars und Sternchen der New Yorker Szene für seine im November 1969 gegründete Zeitschrift Interview, dem Vorläufer heutiger Lifestyle-Magazine ab. Gern und schonungslos kompromittierten er und seine Mitarbeiter ihre oft alkoholisierten oder drogenberauschten Interviewpartner mit den Artikeln und Fotografien ihrer Zeitschrift.
Das alles ist signifikant für die Entwicklung der postmodernen Ästhetik, und auch hier muss Warhol die Rolle eines Vorreiters zuerkannt werden: Die scheinbare Wahllosigkeit reflektiert den überbordenden, stets sich weiter differenzierenden und immer unüberschaubareren Kommunikationsfluss der Informationsgesellschaft. Warhol probierte stets das Neueste aus, weil es sich ihm anbot. Seine Bedeutung als Künstler besteht großteils darin, dass er die Möglichkeiten neuer ästhetischer Ausdrucksweisen schnell erkannte, so war er beispielsweise ein Pionier des Videofilms (auch hier gibt es Hunderte von Stunden bis heute völlig unbekanntes Material), und er ästhetisierte seine neu gefundene gesellschaftliche Rolle als Anlaufstelle für Klatsch und Tratsch für seine Zeitschrift Interview. Als Porträtmaler hat er eine geschlossene Serie geschaffen, die kunsthistorisch in der Tradition eines Velazquez und der höfischen Malerei steht. Dass er sich all dessen völlig bewusst war, dokumentieren die erst in den letzten Jahren bekannt gewordenen „Time Capsules“ (Zeitkapseln), die er seit den frühen 1970er Jahren anlegte. Insgesamt etwa 600 Umzugskartons hat Warhol bis zu seinem Tod mit allem gefüllt, was ihm wichtig oder weniger wichtig war. Daraus sind phantastische Zeitdokumente entstanden, deren besonderer Reiz sich erst jetzt und in den nächsten Jahrzehnten enthüllt und enthüllen wird.

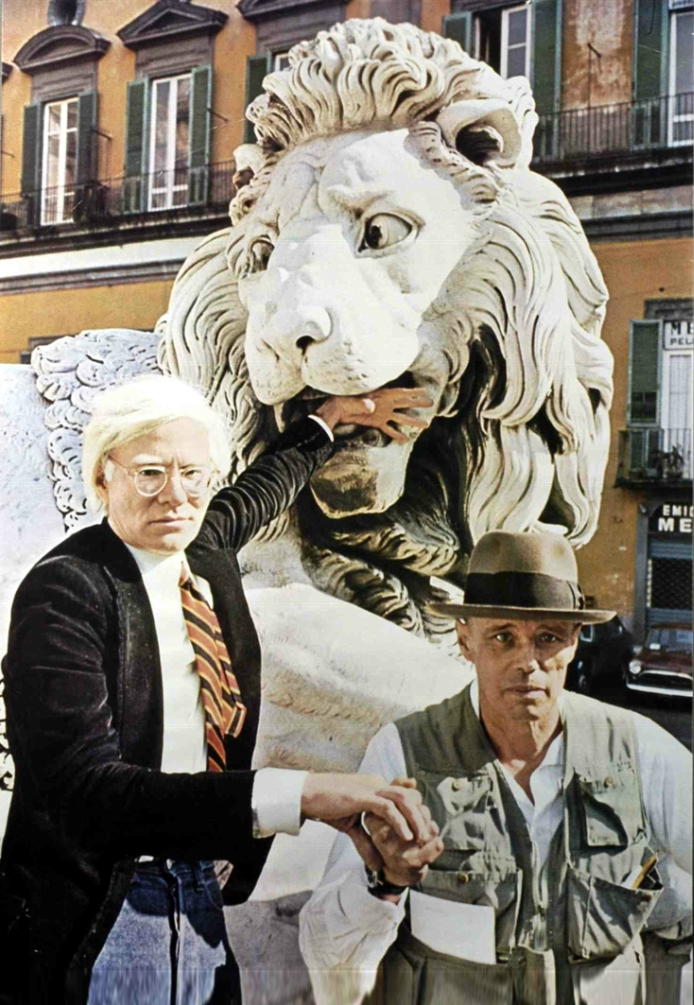
Warhol und Beuys in Neapel (1980)

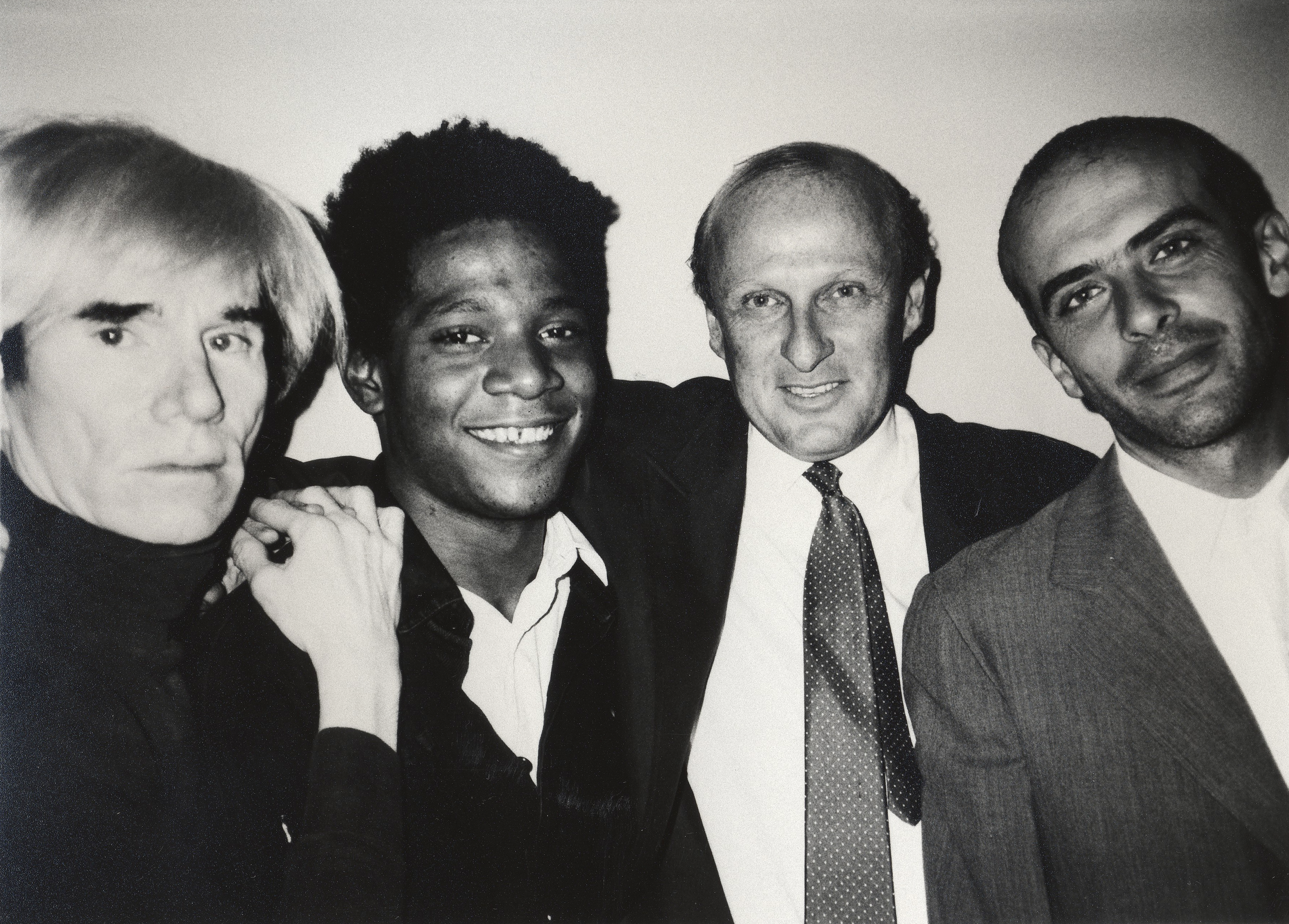
V. l. Andy Warhol, Jean-Michel Basquiat, Bruno Bischofberger und Francesco Clemente, New York, 1984

Im Mai 1979 traf Warhol, der seine neuen Bilder in der Galerie Hans Mayer in Düsseldorf zeigte, zum ersten Mal auf den deutschen Bildhauer Joseph Beuys. Beide Künstler sahen sich 1980 erneut. Anlass war die Ausstellung Joseph Beuys by Andy Warhol, die am 1. April 1980 in der Galerie Lucio Amelio in Neapel stattfand, und auf der neun Siebdruckporträts mit dem Titel Joseph Beuys, die Warhol von Beuys im Anschluss an ein Treffen in New York nach Polaroid-Aufnahmen hergestellt hatte, gezeigt wurden.
In den 1980er Jahren arbeitete Warhol mit befreundeten Künstlern, wie Keith Haring, Jean-Michel Basquiat oder Francesco Clemente zusammen. In dieser Phase entstanden einige gemeinsame Gemälde. Jeder Künstler arbeitete hierbei in seiner eigenen Technik und kombinierte sie auf einer Leinwand. Am 12. Januar 1985 beteiligte sich Warhol, gemeinsam mit Joseph Beuys und dem japanischen Künstler Kaii Higashiyama am „Global-Art-Fusion“ Projekt. Dies war ein vom Konzeptkünstler Ueli Fuchser initiiertes, interkontinental ausgelegtes, FAX-ART Projekt, bei dem ein Fax mit Zeichnungen aller drei beteiligten Künstler innerhalb von 32 Minuten um die Welt gesandt und im Museum Moderner Kunst, im Wiener Palais-Liechtenstein, empfangen wurde. Dieses Fax sollte ein Zeichen des Friedens während des Kalten Krieges darstellen.
Seine letzte thematische Werkgruppe mit großformatigen Arbeiten entstand auf Wunsch des Galeristen und Freundes Alexander Iolas in Auseinandersetzung mit dem in Seccotechnik gemalten Wandgemälde L‘Ultima Cena (Das Abendmahl), das Leonardo da Vinci zwischen 1494 und 1497 an die Nordwand des Refektoriums der Kirche Santa Maria delle Grazie in Mailand gemalt hat. Die Ausstellung Warhols fand gegenüber der Kirche im Palazzo delle Stelline Mailand 1987 statt. Der riesige Gemäldezyklus umfasst über 100 traditionell mit dem Pinsel gemalte und in Siebdrucktechnik gefertigte Bilder, teilweise über 4 × 10 Meter groß. Der Schalk saß Warhol bis zuletzt im Nacken: Es handelt sich bei den „Last Suppers“ nicht um eine Beschäftigung mit dem Original, sondern um die Weiterbearbeitung einer kitschigen Gipsplastik, die er in einem Ramschladen in Little Italy fand. Die letzte Ausstellung zu Lebzeiten entstand für jenen Galeristen, der Warhol im Jahr 1952 in New York seine erste Einzelausstellung ermöglicht hatte.

### Tod

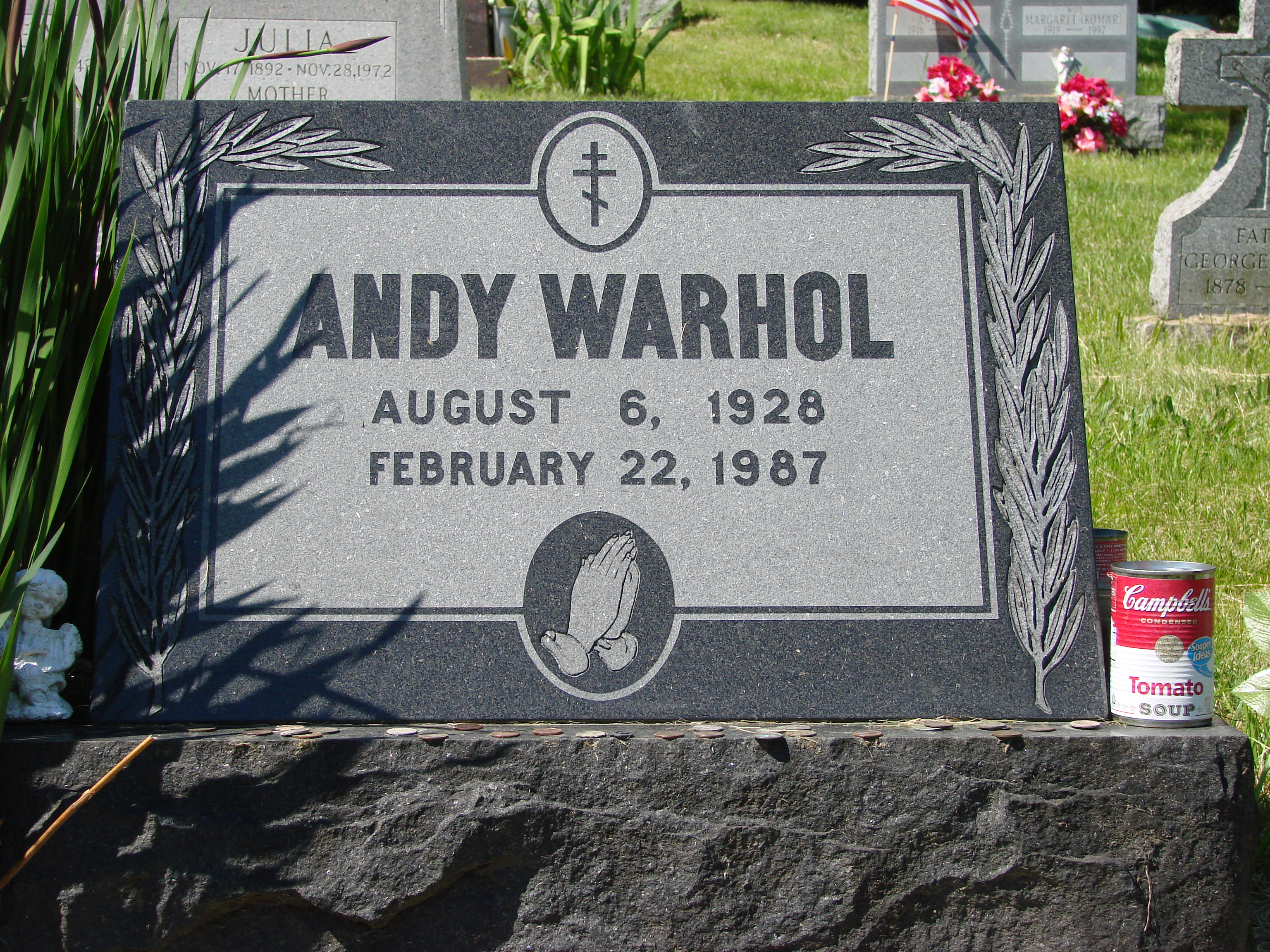
Warhols Grabstein auf dem Friedhof St. John the Baptist Byzantine Catholic Cemetery

Am Morgen des 22. Februars 1987 starb Warhol im Alter von 58 Jahren überraschend und unter bis heute ungeklärten Umständen nach Komplikationen bei einer Gallenblasenoperation im New York Hospital in Manhattan. Er wurde im engsten Familienkreis in seinem Geburtsort Pittsburgh beigesetzt. Mit einer Messe in der St. Patrick’s Cathedral wurde des Künstlers unter Teilnahme von über 2000 Trauergästen gedacht, darunter Raquel Welch, Bianca Jagger, Grace Jones, Deborah Harry und Claus von Bülow.

### Nachlass
Testamentarisch wurde Fred Hughes als Nachlassverwalter bestimmt. Als Haupterben seines Vermögens – das New York Magazine schätzte es damals auf über 100 Millionen US-Dollar – hatte der Künstler, neben Familienmitgliedern, die Gründung der Stiftung Andy Warhol Foundation for Visual Arts bestimmt. Abgesehen von der Versteigerung der Devotionalien brachten allein die Werke aus Warhols Privatsammlung seiner Künstlerkollegen wie Cy Twombly oder Rauschenberg mehrere Millionen Dollar.

## Betrachtungen zur Person
Andy Warhol war eine introvertierte, scheue und undurchsichtige Persönlichkeit. Er lebte seine Homosexualität nicht öffentlich, obwohl er sie, darauf angesprochen, nicht abstritt. Indem er zeitlebens die (männliche) Homosexualität zu einem der zentralen Fixpunkte seines Schaffens erhob, förderte er die Auseinandersetzung mit dem Thema.

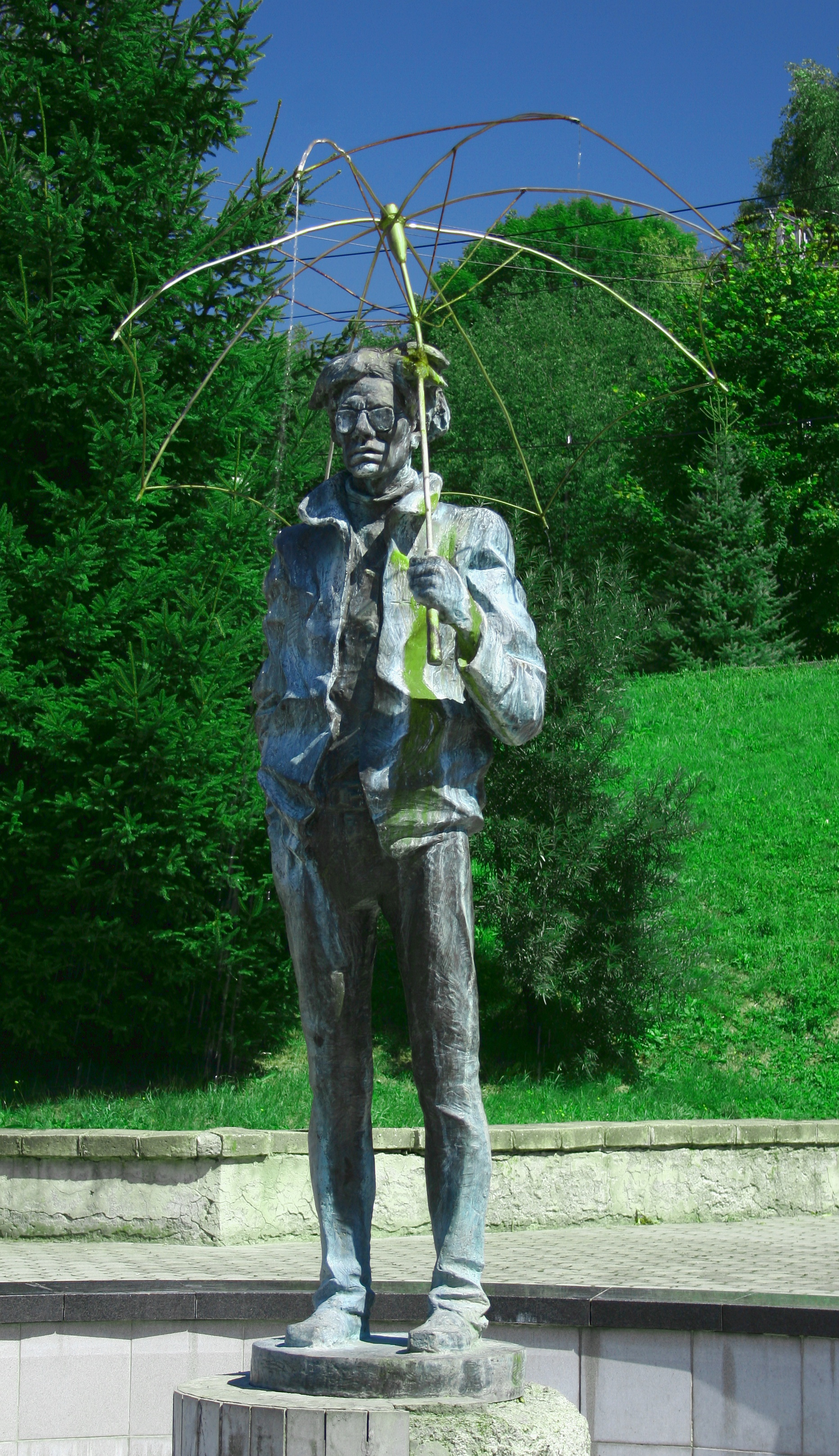
Andy-Warhol-Brunnenfigur vor dem Modern Art Museum in Medzilaborce, Slowakei

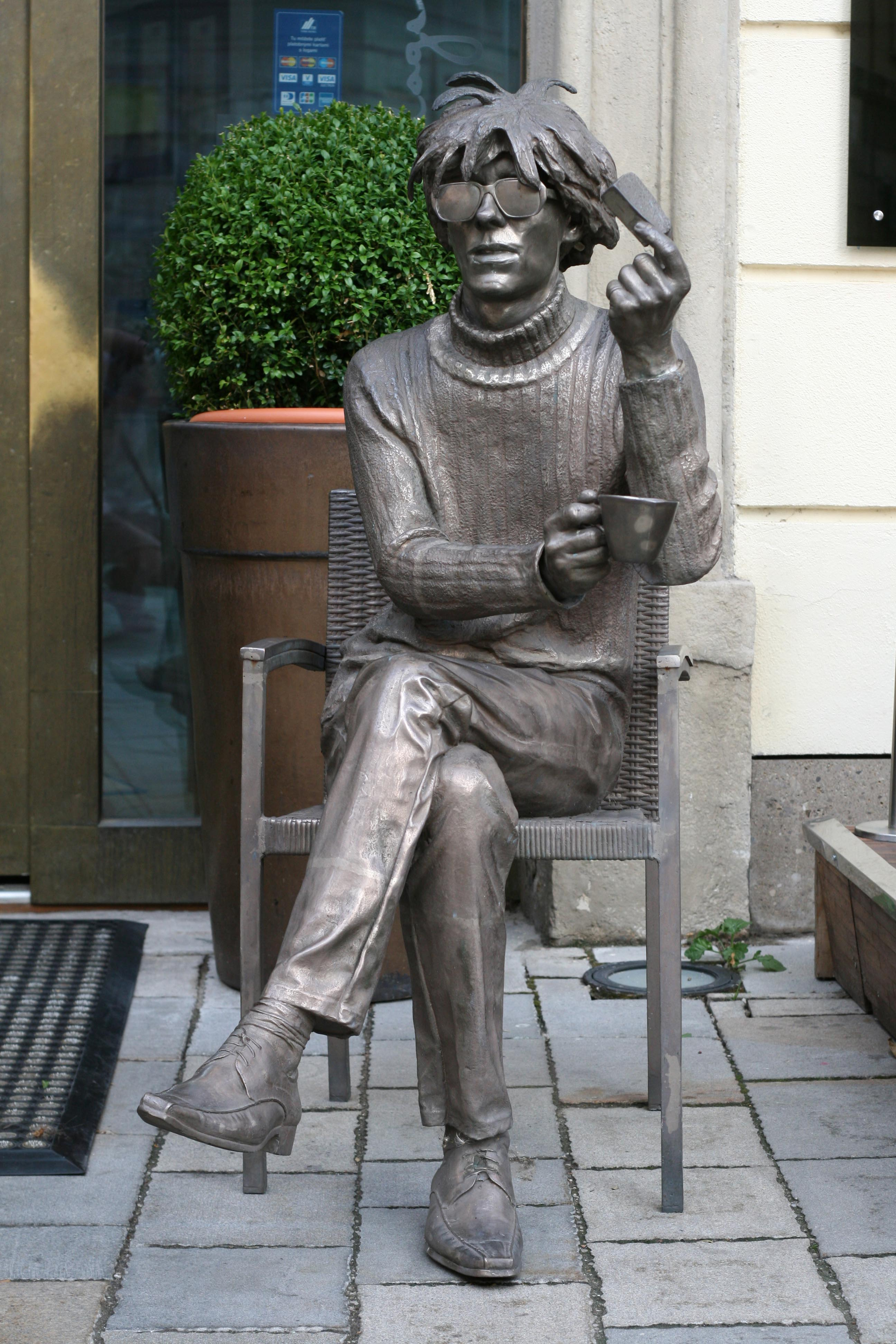
Bronzeplastik Warhols in Bratislava, Slowakei

Er zeigte sich in den 1960ern zumeist mit weißblond, teilweise silbern gefärbter Perücke und dunkler Sonnenbrille. Warhol gab nur wenig von sich preis, war wortkarg und stilisierte sich selbst zur Sphinx und Ikone der New Yorker Kunstszene. Der Schriftsteller Truman Capote nannte ihn eine „Sphinx ohne Geheimnis“. In Interviews und Gesprächen entzog er sich geschickt den Erwartungen zu seiner Person und übte sich konsequent darin, den Mythos „Andy Warhol“ aufzubauen. Einmal sandte er sogar einen Doppelgänger (Allen Midgette) zu öffentlichen Vorträgen an Universitäten und Presseterminen. Er hatte eine sehr enge Bindung zu seiner Mutter, die bei ihm in New York lebte. Er war religiös, aber auch dies auf seine ganz eigene Weise. Nach seinem Tod wurde bekannt, dass er intensiveren Kontakt zur Pfarrkirche St. Vincent Ferrer an der Upper Eastside hatte und sich in späteren Jahren an Armenspeisungen zu Weihnachten beteiligte.
Nach dem Attentat von 1968 war Warhol ein anderer Mensch: Er neigte seitdem zu einer zwanghaften Kauf- und Sammelwut, die sich sowohl in seiner Arbeit wie in seinem Privatleben widerspiegelte. Obwohl der Künstler lebenslang unter der Angst litt, wieder zu verarmen, gab es kaum einen Flohmarkt in New York, der von ihm verschont wurde und auf dem er nicht wenigstens einen Gegenstand kaufen „musste“, wie er es einmal in seinen Aufzeichnungen schilderte. Er entdeckte als einer der ersten die Qualitäten des Art déco wieder und kaufte Uhren, Broschen und Möbel aus jener Zeit. Warhols geräumiges Privathaus war eine einzige Ansammlung von historischen Kunstwerken und Arbeiten zeitgenössischer Künstlerkollegen wie Lichtenstein, Rauschenberg und Twombly, sowie wertvollen Möbeln, große Mengen an Kitschobjekten (z. B. Mickey Mouse-Figuren), edlem und billigstem Porzellan, Fundsachen, Kaugummiautomaten und vielem anderen mehr. Die Versteigerung seines Nachlasses soll, Presseartikeln zufolge, um die 900 Millionen US-Dollar erzielt haben.

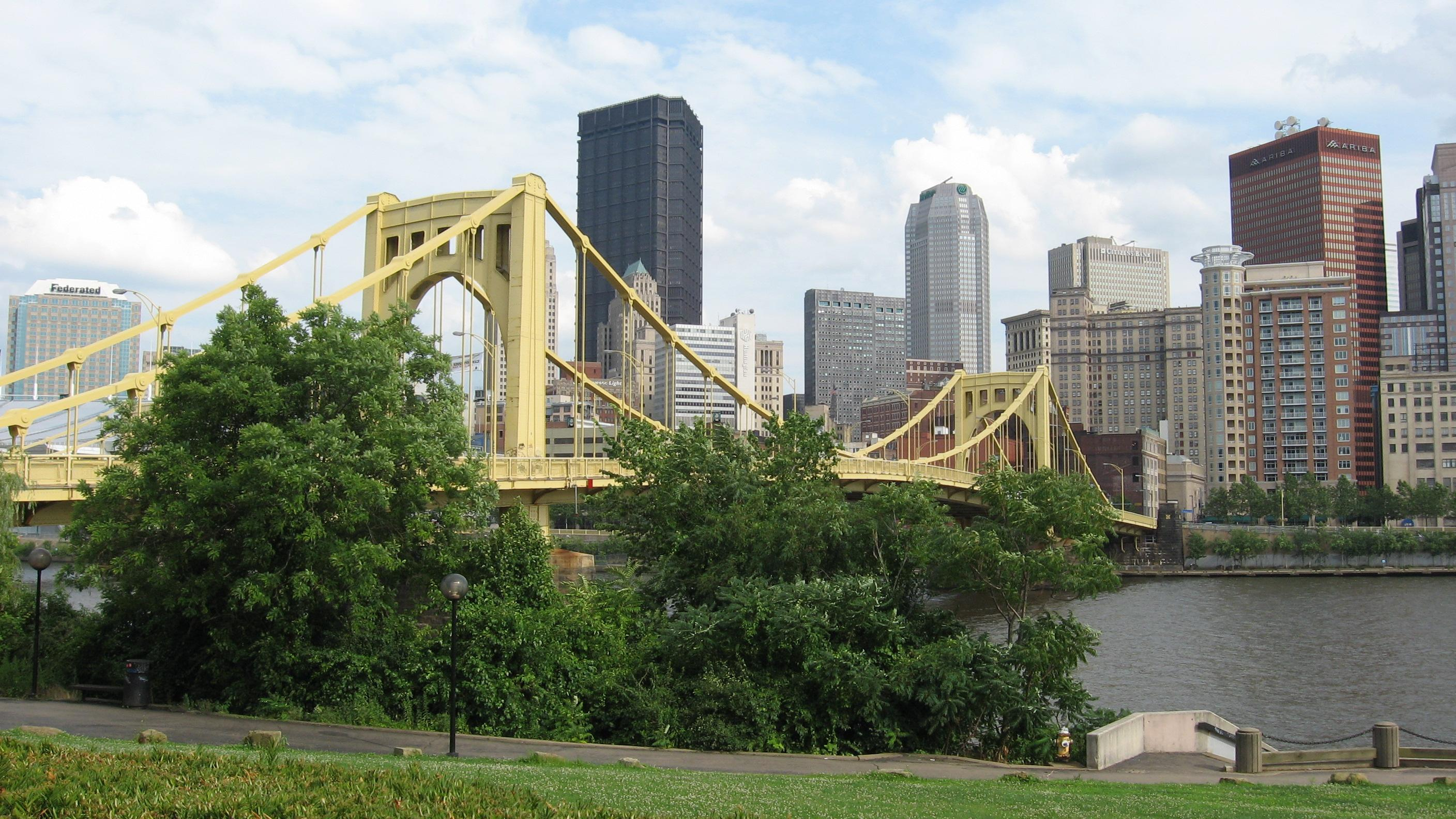
Andy Warhol Bridge in Pittsburgh

In seinen 1989 postum von seiner Sekretärin und engen Vertrauten Pat Hackett veröffentlichten Tagebuchaufzeichnungen erfährt man mehr über den Menschen Andy Warhol und seine wahre Persönlichkeit. Interpretiert man das Buch, muss Warhol in den ausgehenden 1980ern zunehmend unter Ängsten vor Krankheiten wie AIDS, das er selbst als „Schwulenkrebs“ bezeichnete, den Folgen des Attentats und allmählicher Vereinsamung, bedingt durch seine gescheiterten Beziehungen, gelitten haben. Warhol wurde auch abergläubisch, steigerte sich in seine Hypochondrie und fiel auf einige Quacksalber, Wunderheiler und „Steintherapeuten“ herein. Hervorstechend an Warhol war jedoch sein zeitlebens ebenso lakonischer wie zynischer Umgang mit dem Tod: Als seine erste „Muse“ Edie Sedgwick und weitere Mitarbeiter seiner Factory starben, zeigte er kaum eine Gefühlsregung. Er selbst klagte bis zum Schluss über seine zunehmenden körperlichen Beschwerden, dies aber nie öffentlich. Das widersprach dem Image, das er der Außenwelt hinterlassen wollte: „Ich wollte immer eine Maschine sein“.

„Wer alles über Andy Warhol wissen will, braucht nur die Oberfläche anzusehen, die meiner Bilder und Filme und von mir, und das bin ich. Da ist nichts dahinter.“

## Werkbetrachtung

### Techniken
Warhols Bildwerke leben von einer experimentellen und lumineszenten Farbgebung (meist mittels Acrylfarben), bei der er bewusst auf generativ bedingte Verfremdung setzte und auch stoisch Fehler beim Kopieren von Vorlagen akzeptierte oder die Herstellung der Siebdrucke seinen Mitarbeitern überließ. Viele Arbeiten stammen jedoch vermutlich nicht einmal aus seiner Hand. Bei Galerie- oder Museumsbesuchen soll er sich über Fälschungen seiner eigenen Werke amüsiert haben. Seine Arbeit ist von Originalität, subtilem Humor aber auch Zynismus geprägt; seien es seine Do-It-Yourself-Bilder zum Selbstausmalen, Camouflagemuster, Umkehrungen oder die Bildreihe Electric Chair (elektrischer Stuhl), von der er gesagt haben soll: „Ich fertige sie in jeder Farbe, solange sie nur zu den Gardinen passen.“
Warhols Werk war stets geprägt durch die serielle Reproduktion, bzw. Reproduzierbarkeit von Bildgegenständen, Alltäglichem, Trivialem und Banalem. Stets von der Idee des „Kopierens“ und der konsequenten Abfolge fasziniert (u. a. durch seine Filmleidenschaft), versuchte Warhol zunächst, Bilder aus Kinomagazinen per Hand abzuzeichnen. In der Folge machte er sich mit der Methode des indirekten Siebdrucks (Transferdruck) vertraut und begann alltägliche, gegenwärtige und vertraute Motive aus Medien (Zeitungen, Magazine) zu filtern und umzusetzen. Aus diesem Grunde wurde Warhol oft mit dem Vorwurf des Plagiats bezichtigt. Er wählte bevorzugt grelle Acrylfarben und starke Farbkontraste für seine Bilder (z. B. Marilyn, Elvis, Liz). Ab den 1970ern suchte Warhol verstärkt nach neuen Techniken und Ausdrucksformen (z. B. die Piss Paintings, mit Urin per Oxidation auf Kupferfarbe „gemalte“ Bilder). In seinen späteren Arbeiten verwendete er u. a. auch Diamantstaub in seinen Arbeiten (z. B. die Porträtserie von Joseph Beuys).

### Motive
Vorrangig sind seine Porträts bekannter Persönlichkeiten (Marilyn Monroe, Elvis Presley, Liz Taylor, Mao und viele andere mehr). Er interessierte sich indes auch für die Ästhetik der Ware und der Konsumgesellschaft, wobei Konsum von ihm positiv gesehen wurde. Umstritten ist, ob dies eine Variante der Überidentifikation darstellte, wie auch viele seiner Statements. Er liebte die Künstlichkeit und raffinierte Kolportagen und schaffte es (als gelernter Grafiker) geschickt, sich selbst als Image/Marke zu erfinden und zu feiern. Sein Werk folgt dem beständigen Versuch, die Grenzen zwischen Kunst und Kommerz, also kommerziell angewandter Kunst (Werbung, Design) und bildender Kunst (Hochkultur) aufzuheben. Er vertrat das Ideal einer Business-Kunst.

## Rezeption

### Museen für Warhol

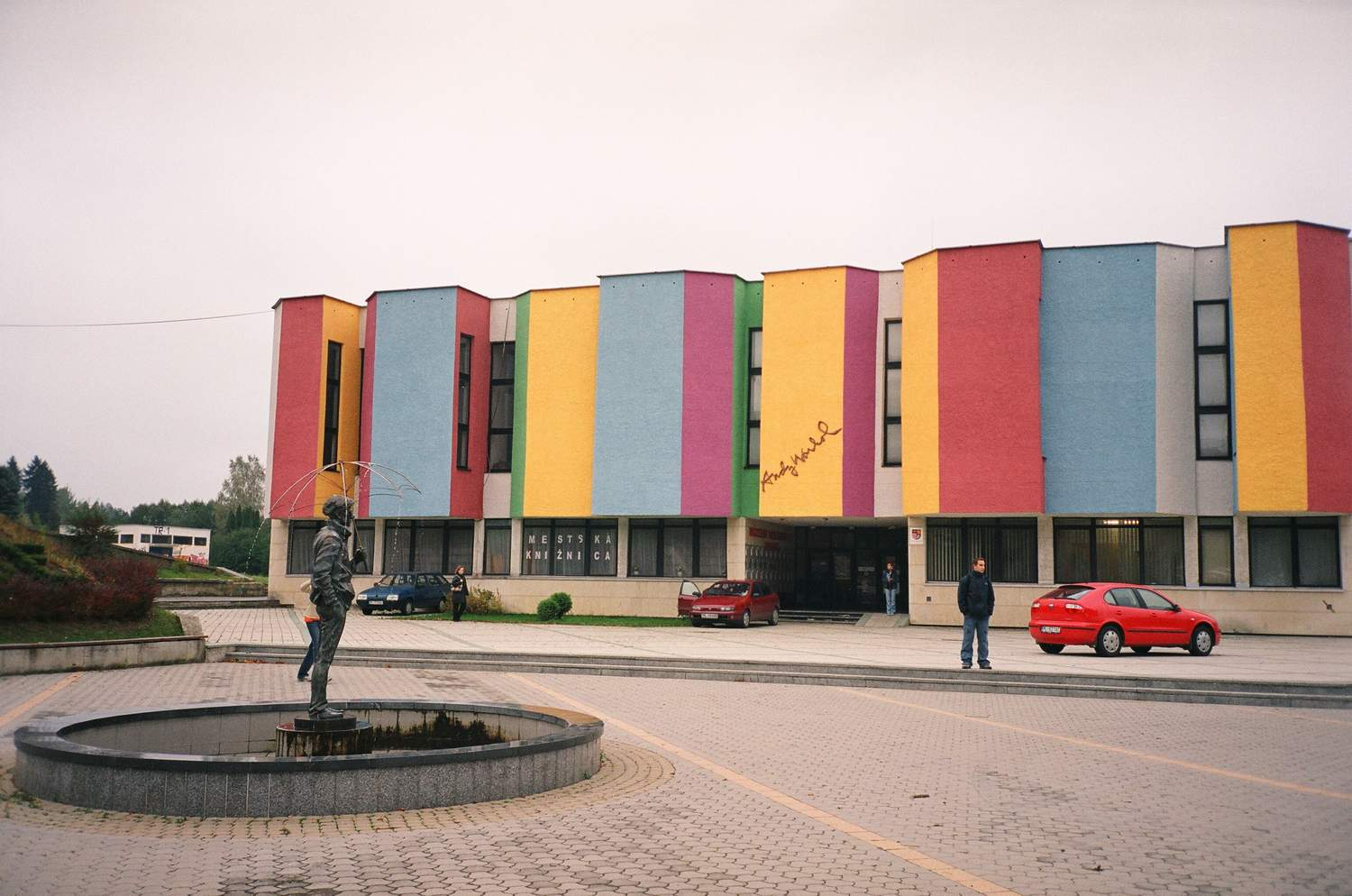
Das Andy-Warhol-Museum für moderne Kunst in Medzilaborce

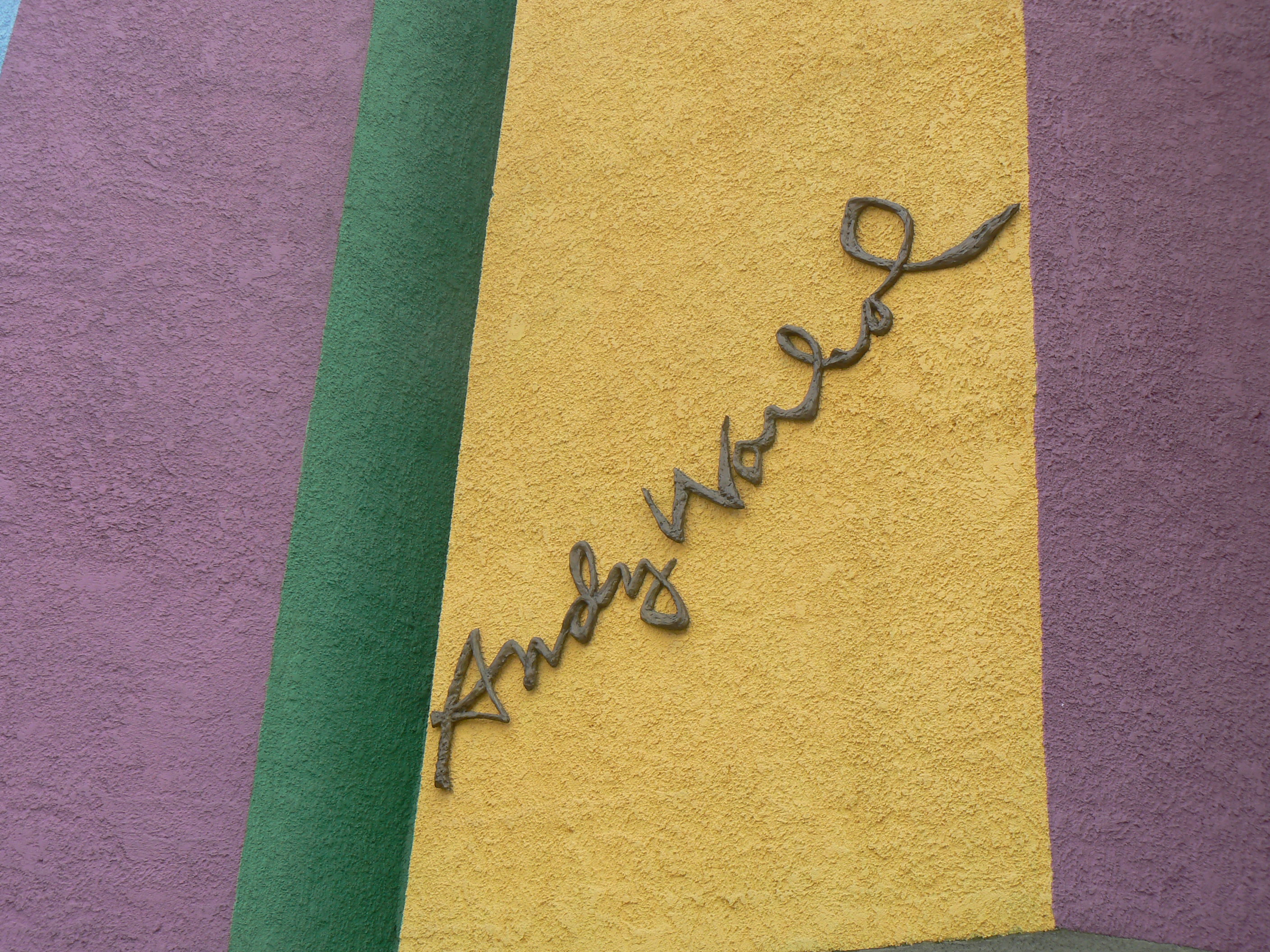
Warhols Namenszug am Andy-Warhol-Museum in Medzilaborce

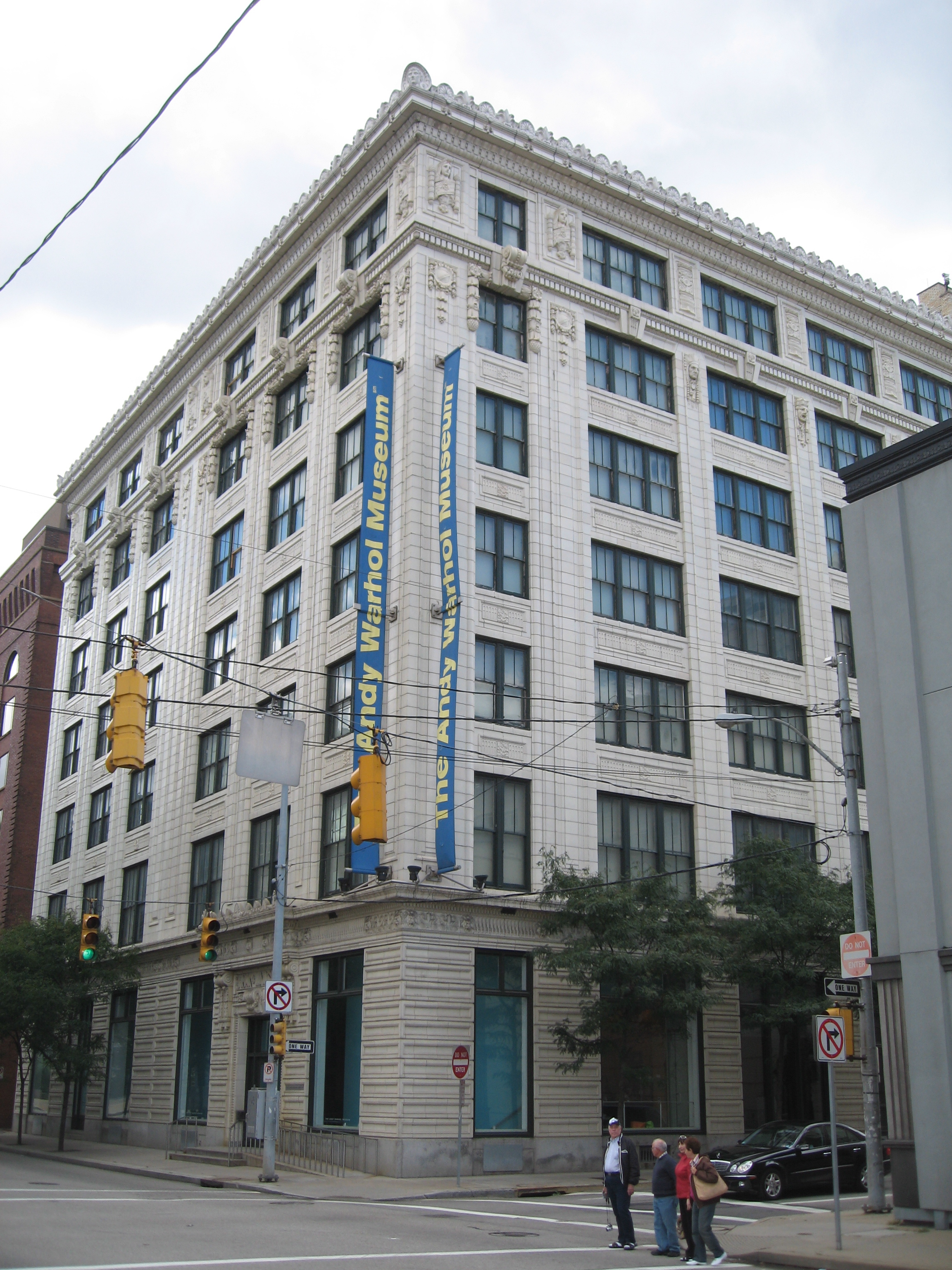
Andy-Warhol-Museum in Pittsburgh

#### Medzilaborce
Im Jahr 1991 wurde das Andy Warhol Museum für moderne Kunst in Medzilaborce, Slowakei, von Warhols Bruder John Warhola (1925–2010), dem slowakischen Kulturminister und der Warhol Foundation, New York, gegründet. Es enthält mehrere Originale und persönliche Gegenstände, die von der Warhol Foundation und seinen Verwandten gespendet worden waren. Der Dokumentarfilm Absolut Warhola des polnischen Regisseurs Stanisław Mucha aus dem Jahr 2001 widmet sich diesem Museum und der Gegend um Medzilaborce.

#### Pittsburgh
Ein weiteres Museum, The Andy Warhol Museum, eröffnete im Jahr 1994 seine Ausstellungsräume, verteilt über sieben Stockwerke, in Pittsburgh, seiner Geburtsstadt. Die Sammlung umfasst 900 Gemälde, etwa 100 Skulpturen, fast 2000 Arbeiten auf Papier, mehr als 1000 Drucke, 4000 Fotografien sowie eine umfangreiche Film- und Videosammlung und umfangreiche Archivmaterialien.
Zu Warhols 85. Geburtstag im Jahr 2013 schaltete das Andy Warhol Museum einen Live-Videostream vom Grab des Künstlers. Das Projekt trägt den Titel „Figment“ (dt. „Einbildung“, basierend auf einem Ausspruch Warhols, er wolle keine Grabinschrift bekommen, sondern einfach nur ‚Figment‘, Einbildung, sein). Die Webcam soll ununterbrochen auf Sendung sein, laut Museumsdirektor Eric Shiner „… ein fantastischer Weg, um Andy 24 Stunden sieben Tage die Woche auf Sendung und in Verbindung mit unserem globalen Publikum zu bringen.“

### Wahrnehmung
Warhols Beitrag zur Etablierung der Pop-Art in der bildnerischen, darstellenden wie kinematografischen Kunst in den 1960er Jahren ist bedeutend.
Nach dem Urteil des deutschen Kunstkritikers Klaus Honnef war nichts unbekannt gewesen, was Warhol geschaffen hat; er habe nichts erfunden außer dem Star Andy Warhol.
Philip Ursprung bemerkte: „Warhols Werk wird als eine maschinelle Persiflage auf die Konsumgesellschaft interpretiert, die teilweise durchzogen ist von schwärmerischen und homoerotischen Anspielungen, so z. B. die frühen Grafiken und späteren Filme. Andererseits wird seine Selbstbezeichnung als ‚Business Artist‘ durchaus kritisch rezipiert. Dem Bild des autonomen Künstlers, der seine Aufträge selbst bestimmt, setzte er das Bild eines Künstlers entgegen, der permanent zu Diensten steht.“ So porträtierte er jeden, der bereit war, 25.000 Dollar zu zahlen.
Nach Dieter Buchhart bleibt bis heute umstritten, ob in Warhols Werk die kapitalistische Konsumwelt affirmativ oder ironisch-dekuvrierend dargestellt wird. „Während die etablierte, modernistische Kritik (Clement Greenberg, Harold Rosenberg, Herbert Read) die Pop Art als einen Teil der Kulturindustrie […] denunzierte, feierte die neue, postmoderne Kunstkritik in Warhols Werken die Bejahung der amerikanischen Konsumkultur und die Aufhebung der Grenzziehung zwischen autonomer und trivialer Kunst. Eine dritte Position vertrat die gegenkulturelle Bewegung der Beatniks und Studentenbewegung; sie wollte darin eine Kritik an der amerikanischen Überflussgesellschaft und einen ironischen Umgang mit den Stars des Schaugeschäfts sehen.“

### Einfluss
Eine Devise Warhols war: „Gute Geschäfte sind die beste Kunst“. Der Künstler als kapitalistischer Unternehmer in eigener Sache inspirierte beispielsweise Künstler wie Jeff Koons, Takashi Murakami, Damien Hirst, Richard Prince und Keith Haring, die Warhols Strategien aufgriffen und weiterentwickelten.

### Ehrungen
1999 wurde ein Asteroid nach Andy Warhol benannt: (6701) Warhol. Der Merkurkrater Warhol auf der südlichen Hemisphäre des Planeten Merkur trägt seit 2012 ebenfalls seinen Namen.

### Künstlerische Hommagen

Rob Pruitt: The Andy Monument

Lou Reed und John Cale, die früheren Mitglieder von The Velvet Underground, widmeten Warhol 1990 das Hommage-Album Songs for Drella. Die 15 Stücke des Albums spiegeln Stationen in Warhols Leben sowie Aspekte seiner Persönlichkeit und seines Schaffens wider.
David Bowie bewunderte Warhol seit den 1960ern und bezeichnete ihn als eine seiner großen Inspirationsquellen. 1971 schrieb er den Song Andy Warhol, der im selben Jahr auf seinem Studioalbum Hunky Dory erschien; im September des Jahres besuchte er Warhol in dessen Factory und spielte ihm dabei den Song vor. Laut Warhol-Biograf Victor Bockris soll Warhol nicht besonders begeistert gewesen sein: „David Bowie sagte, der Song sei positiv gemeint. Doch Andy fand ihn gräßlich … Andy sieht wie ein Schrei aus … natürlich gefiel ihm eine solche Zeile nicht, da er große Komplexe wegen seines Aussehens hatte.“ 1996 verkörperte Bowie selbst Andy Warhol in Julian Schnabels Biopic Basquiat.
Rosa von Praunheim band Warhol und etliche seiner Superstars (z. B. Holly Woodlawn, Taylor Mead und Jackie Curtis) in einigen seiner Filme (z. B. Underground and Emigrants, Tally Brown, New York und Mein New York) ein.
Im März 2011 wurde The Andy Monument – eine überlebensgroße verchromte Statue von Andy Warhol, entworfen von dem Künstler Rob Pruitt – auf dem Union Square vor dem ehemaligen Standort von Warhols Factory aufgestellt. Im Herbst 2012 wurde es zum Contemporary Arts Museum Houston in Texas gebracht, wo es nach der Enthüllung am 20. Oktober sechs Monate blieb.

## Kunstmarkt
Andy Warhols Werk Silver Car Crash (Double Disaster) erbrachte bei einer Versteigerung am 13. November 2013 mehr als 105 Millionen Dollar (78 Millionen Euro). Der Käufer blieb unbekannt. Es war die teuerste Arbeit von Warhol. Nach Angaben von Sotheby’s lag der bisherige Auktionsrekord für ein Warhol-Bild, Green Car Crash – Green Burning Car I, bei 71,7 Millionen Dollar, versteigert im Jahr 2007. Es zeigt wie das jetzige Rekordbild einen Autounfall, nur in Grün statt in Silber. Das Bild Silver Car Crash (Double Disaster) hat eine Höhe von 2,67 Meter und ist vier Meter breit. Die linke Seite zeigt 15 Siebdrucke eines Verkehrsunfalls, die rechte Seite eine leere, silberfarbene Fläche. Beide stammen aus Warhols Serie Death and Disaster aus dem Jahr 1963.
Der Verkauf von Warhol-Werken ist unberechenbar. Wenige Minuten nach dem Rekord wurde Liz #1, ein Porträt Elizabeth Taylors, mit 20,3 Millionen Dollar nur zum untersten Preis der geschätzten Wertspanne verkauft. Am Tag zuvor hatte ein Bild, das einem Werbeplakat für Coca-Cola ähnelt, bei Christie’s fast 60 Millionen Dollar erbracht und lag damit innerhalb der Erwartungen. Andere Warhols hingegen finden gar keine Käufer.
Im November 2014 wurden zwei Bilder, Triple Elvis und Four Marlons, aus dem Bestand des deutschen Casinobetreibers WestSpiel bei Christie’s in New York versteigert. Sie erbrachten zusammen 151,5 Millionen Dollar (120 Millionen Euro); 81,9 Millionen Dollar entfielen auf das Elvis-Porträt.
Mit zu den teuersten Warhol-Werken gehören zwei Bilder, die in sogenannten Private Sales verkauft wurden. Es handelt sich um die Werke Shot Orange Marilyn von 1964, verkauft 2017 für 240 Millionen Dollar, sowie Eight Elvis von 1963, verkauft 2008 für 100 Millionen Dollar.
Im Mai 2022 wurde das Porträt Shot Sage Blue Marilyn von dem Auktionshaus Christie’s in New York versteigert. Inklusive der Auktionskosten betrug der Kaufpreis 195,040 Millionen US-Dollar. Das ist der höchste Preis, der jemals auf einer Auktion für ein Gemälde des 20. Jahrhunderts erzielt wurde.

## Ausstellungen

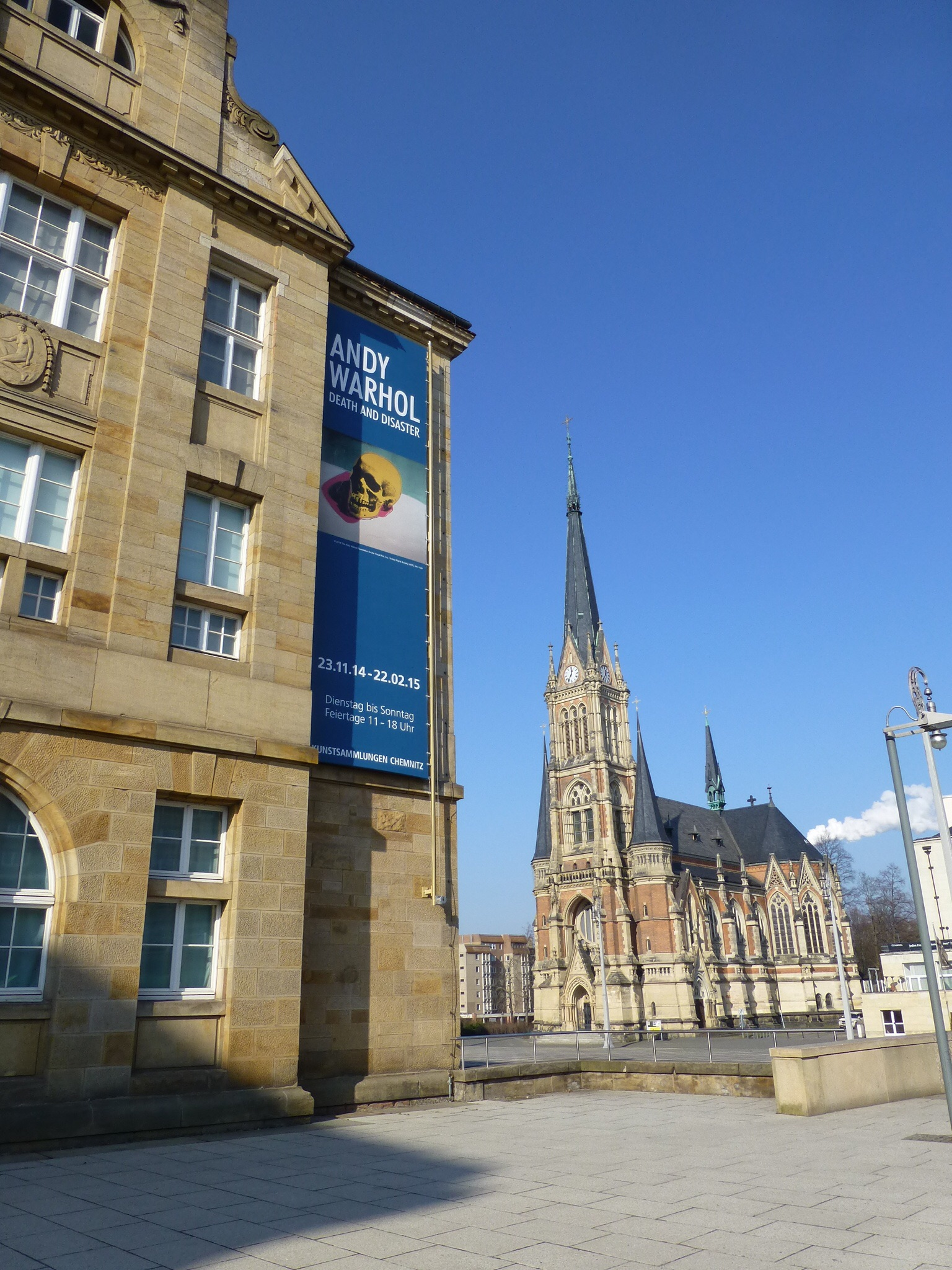
Andy-Warhol-Ausstellung im Februar 2015 in den Kunstsammlungen Chemnitz

Andy Warhol war Teilnehmer der 4. documenta in Kassel im Jahr 1968 (mit Ten Marilyns, erstmals in Europa gezeigt), auf der Documenta 6 (1977) und der Documenta 7 im Jahr 1982 als Künstler vertreten. Eine größere Auswahl von Einzel- und Gruppenausstellungen findet sich unter dem Weblink „Kunstaspekte“.
50 Jahre nach den Campbell’s Soup Cans (geschaffen 1962) eröffnete eine Ausstellung Ende 2012 mit dem Titel Regarding Warhol: „Fifty Years, Sixty Artists“ im Metropolitan Museum of Art in New York, die Warhols Einfluss auf Künstlerkollegen zeigen sollte. Sie enthielt 100 Arbeiten von 59 Künstlern sowie etwa 50 Werke Warhols, darunter neben den Suppendosen die berühmten Brillo-Boxen, Porträts von Elvis und Elizabeth Taylor. Die Ausstellung wurde von der Presse wegen mangelnder Originalität kritisiert.
Eine große Andy-Warhol-Ausstellung 2013 in Südostasien erreichte auch Shanghai, Volksrepublik China und musste der chinesischen Zensur unterzogen werden. Sie zeigt eine kuratierte Werkschau, allerdings ohne Mao-Zedong-Bilder. Die chinesische Regierung ließ die bekannte Porträt-Serie des früheren Vorsitzenden der Kommunistischen Partei Chinas entfernen. Die Mao-Porträt-Serie zeigt Mao, neben Marilyn Monroe und den Campbell-Suppendosen, als Ware, Ikone oder Marke.
Im Winter 2013/14 zeigte das Bank Austria Kunstforum Wien eine große Werkschau mit Arbeiten von Andy Warhol und Jean-Michel Basquiat. In den Jahren 1984/85 entstanden zahlreiche Gemeinschaftsarbeiten der beiden Künstler, die ein eindrucksvolles und facettenreiches Spannungsfeld dieser so unterschiedlichen Künstlercharaktere bilden.
Die Kunstsammlungen Chemnitz widmeten sich 2014/2015 mit einer Ausstellung erstmals in Europa ausschließlich dem Thema Death and Disaster von Andy Warhol. Die Art Gallery of New South Wales in Sydney fokussierte 2017 in ihrer Ausstellung Adman: Warhol before pop mit über 300 Objekten auf die frühen Jahre des Künstlers.
Die Gruppenausstellung I’m a Believer. Pop Art und Gegenwartskunst aus dem Lenbachhaus und der KiCo Stiftung, die von März 2018 bis Anfang Mai 2020 in der Städtischen Galerie im Lenbachhaus zu sehen war, zeigte klassische Positionen von Andy Warhol und weiteren namhaften Künstlern der zweiten Hälfte des 20. Jahrhunderts. Einige seiner Werke befinden sich im Besitz der Münchener Galerie.
Die Deutschlandpremiere der Ausstellung Andy Warhol – Pop Art Identities fand am 4. Februar 2022 in der Zeitenströmung in Dresden statt und lief bis zum 12. Juni 2022.
Die Ausstellung Basquiat × Warhol. Painting four hands war vom 5. April bis zum 28. August 2023 in der Fondation Louis Vuitton in Paris zu sehen.
Im Kunstmuseum Lindau am Bodensee lief vom 21. April bis 15. Oktober 2023 die Ausstellung Andy Warhol – Stars & Stories.
Die Neue Nationalgalerie in Berlin zeigte vom 9. Juni bis 6. Oktober 2024 die Schau Velvet Rage and Beauty, die sich mit Warhol als privater Person befasste und damit, wie seine queere sexuelle Orientierung sein Schaffen beeinflusste.

## Werk

### Bilder (Auswahl)
Die Jahreszahlen beziehen sich jeweils auf erstmals datierte Versionen.

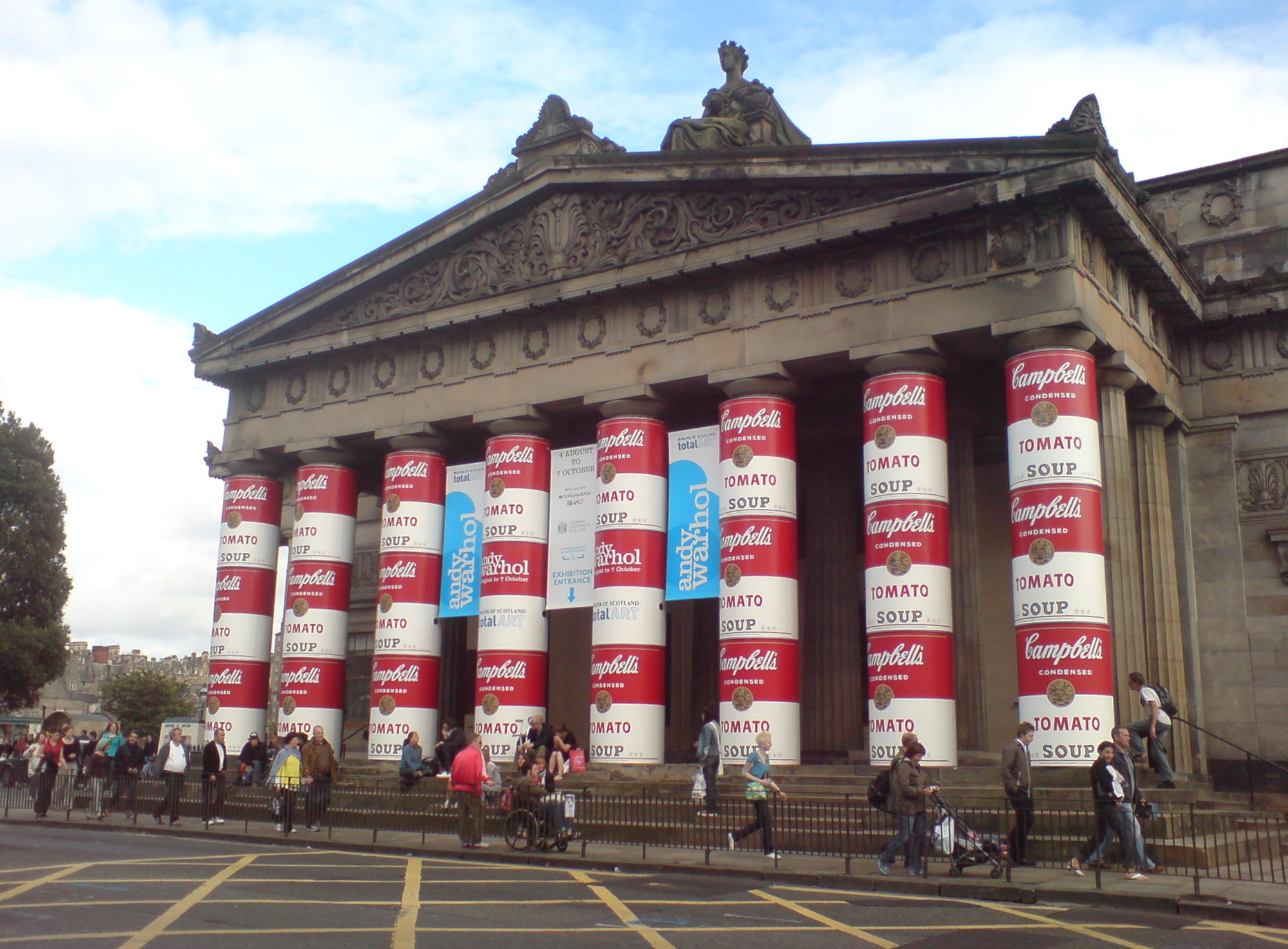
Andy-Warhol-Ausstellung zu seinem 20. Todestag in der Royal Scottish Academy in Edinburgh, Schottland

- 1948/49: Dancers, Orchestra, Offset-Lithographien
- 1955: À la recherche du Shoe Perdu, Serie von Offset-Lithographien
- 1961: Superman, Dick Tracy, Popeye und andere Comic-Motive
- 1961: Telephone, Museum of Contemporary Art, Los Angeles
- 1962: Do it Yourself (Sailing Boats), Museum für Moderne Kunst, Frankfurt
- 1962: Campbell’s Soup (diverse Variationen)
  - 1962 Big Crushed Campbell’s Soup Can (Cream of Chicken), Sammlung Larry Gagosian[48]
  - 1962 One Hundred Campbell’s Soup Cans, Museum für Moderne Kunst, Frankfurt
- 1962: 200 One Dollar Bills
- 1962: One Dollar Bill (Front), Museum Brandhorst, München[49]
- 1962: Daily News, Museum für Moderne Kunst, Frankfurt
- 1962: Marilyn Diptych, Tate Gallery of Modern Art, London
- 1962: Dance Diagram -Tango, Museum für Moderne Kunst, Frankfurt
- 1963: Ethel Scull 36 Times. Acryl und Siebdruck auf Leinwand, 254 × 65 cm. Gemeinsamer Besitz des Metropolitan Museum of Art und des Whitney Museums.
- 1963: Triple Elvis
- 1963: Thirty Are Better Than One (Paraphrasen nach Leonardo da Vincis Mona Lisa)
- 1963: White Car Crash 19 Times (aus der Disaster-Serie, diverse Versionen)
- 1963: White Disaster, Museum für Moderne Kunst, Frankfurt
- 1963: Green Disaster, Museum für Moderne Kunst, Frankfurt
- 1963: Electric Chair (aus der Disaster-Serie, diverse Versionen)
- 1963: Most Wanted 369 8.5.7 John Joseph H. Jr., alias John Hennesy, 13 Most Wanted Men No.11, Museum für Moderne Kunst, Frankfurt
- 1963: Mustard Race Riot, Museum Brandhorst, München[50]
- 1964: Brillo Box
- 1964: Marilyn (diverse Versionen, teilweise invertiert gedruckt)
- 1964: Flowers
- 1964: Brillo, Kellogg’s Corn Flakes, Mott’s Apple Juice Boxes, Museum für Moderne Kunst, Frankfurt
- 1964: Jackie, Triptychon, Museum Ludwig, Köln
- 1964: Jackie, Museum für Moderne Kunst, Frankfurt
- 1964: Self-Portrait, Museum Brandhorst, München[51]
- 1965: Flowers, Museum Brandhorst, München[52][53]
- 1966: Cow Wallpaper, Silver Clouds
- 1967: Big Electric Chair (Serie)
- 1967: Marilyn Monroe (Abb.)
- 1967: Self-Portrait, Museum Brandhorst, München[54]
- 1968: Campbell’s Tomato Soup
- 1971: Gunter Sachs, 120 × 120 cm.
- 1972: Mao (Mappe mit 10 Serigrafien, Auflage 250 Stück)
- 1975: Rolling Stones – Love You Live (Mick Jagger), Museum Brandhorst, München[55]
- 1975: Mick Jagger, Neue Galerie, Sammlung Ludwig, Aachen
- 1975: Ladies and Gentlemen: Portraits und Collagen Manhattener Drag Queens in diversen Versionen, Museum Brandhorst, München[56]
- 1976: American Indian Series, Teheraner Museum für Zeitgenössische Kunst[57]
- 1976: Hammer and Sickle bzw. Still Life (Hammer and Sickle), Museum Brandhorst, München[58][59][60]
- 1977: Muhammad Ali
- 1978: Shadows, Oxidation Paintings, u. a. Museum Brandhorst, München[61][62]
- 1979: After the Party
- 1979–1986: Reversal Series; Umkehrungen bekannter Sujets
- 1980: Holstentor, Lübeck, Museum St.-Annen-Kloster[63]
- 1980: Joseph Beuys, Galerie Bernd Klüser, München
- 1980: Diamond Dust Shoes, Museum Brandhorst, München[64]
- 1980–1984: Serien berühmter und historischer Persönlichkeiten:
  - Ten Portraits of Jews of the Twentieth Century (Zehn Porträts von Juden des 20. Jahrhunderts) (1980)

- - 17 Prominente Bundesbürger
- 1982: Dollar Sign
- 1982: Johann Wolfgang von Goethe (Abb.)
- 1983: Serie Species at Risk (Vom Aussterben bedrohte Tiere)
- 1984: Rorschach, Museum Brandhorst, München[65]
- 1984: Cindy Johnson, Museum Brandhorst, München[66]
- 1985: Pat Hearn, Museum Brandhorst, München[67]
- 1985/86: The Last Supper (Paraphrasen nach Leonardo da Vincis Das Abendmahl; mehrere Variationen) (Abb.)
- 1986: Grace Jones.
- 1986: Somebody Wants to Buy Your Apartment Building! Museum Brandhorst, München[68][69]
- 1986: Camouflage, Museum Brandhorst, München[70]
- 1986: Self-Portrait, Museum Brandhorst, München[71]
- 1986: Friedrich der Große, Acryl und Farbserigraphie, 213 × 184 cm
- 1987: Moonwalk (History of TV Series)

Anmerkung
Einige Werke von Andy Warhol lassen sich nur schwer datieren, da sie weithin unveröffentlicht waren. Angeblich sollen sie auch von Mitarbeitern seiner Factory wahllos „produziert“ worden sein. Dies mag eine typische „Pop“-Behauptung von Warhol selbst sein. Genau wie er später selbst einmal gesagt haben soll, dass er sich bei Ausstellungen über die Fälschungen seiner eigenen Werke amüsiere. Eher jedoch war das Gegenteil der Fall: Warhol war kontrollbesessen. Nichts verließ sein Atelier, das nicht von ihm selbst abgesegnet wurde. Bekannt ist der Fall, dass Gerard Malanga im Jahr 1968 in Italien von ihm gefälschte „Warhols“ zum Verkauf anbot – er wusste ja, wie sie hergestellt wurden. Warhol wurde dies von einem römischen Galeristen mitgeteilt, Malanga bekam sofort große juristische Schwierigkeiten und musste eine Unterlassungserklärung abgeben. 

### Filme (Auswahl)
- Screen Tests (1964–1966)
- Sleep (Juli 1963) Produktion und Regie
- Kiss (August 1963) Produktion und Regie
- Tarzan and Jane Regained … Sort Of (September/Oktober 1963) Produktion und Regie
- Andy Warhol Films Jack Smith Filming Normal Love (Oktober 1963) Produktion und Regie
- Haircut (November 1963) Produktion und Regie
- Blow Job (Januar 1964) Produktion und Regie
- Eat (Februar 1964) Produktion und Regie
- Empire (Juni 1964) Produktion und Regie
- Batman Dracula (Juli 1964) Produktion und Regie
- Couch (Juli 1964) Produktion und Regie
- Henry Geldzahler (Juli 1964) Produktion und Regie
- Taylor Mead’s Ass (September 1964) Produktion und Regie
- Harlot (Dezember 1964) Produktion und Regie
- 13 Most Beautiful Women (1964) Produktion und Regie
- The 13 Most Beautiful Boys (1965) Produktion und Regie
- Screen Test No. 1 (Januar 1965) Produktion und Regie
- Screen Test No. 2 (Januar 1965) Produktion und Regie
- The Life Of Juanita Castro (Januar 1965) Produktion und Regie
- Horse (März 1965) Produktion und Regie
- Vinyl (März 1965) Produktion und Regie
- Poor Little Rich Girl (März/April 1965) Produktion und Regie
- Kitchen (Mai/Juni 1965) Produktion und Regie
- Beauty #2 (Juli 1965) Produktion und Regie
- Girls In Prison (Juli 1965) Produktion und Regie
- Space (Juli 1965) Produktion und Regie
- Outer And Inner Space (Juli 1965) Produktion und Regie
- My Hustler (August 1965) Produktion und Regie
- Paul Swan (August/September 1965) Produktion und Regie
- Camp (August/September 1965) Produktion und Regie
- Hedy (November 1965) Produktion und Regie
- More Milk Yvette (November 1965) Produktion und Regie
- Lupe (The Death of Lupe Velez) (Dezember 1965) Produktion und Regie
- The Velvet Underground and Nico. A Symphony Of Sound (Januar 1966) Produktion und Regie
- Bufferin (Anfang 1966) Produktion und Regie
- Bike Boy (1966) Produktion und Regie
- Chelsea Girls (Sommer 1966) Produktion und Regie
- ★★★★ (Four Stars) (August 1966 bis September 1967) Produktion, Regie und Drehbuch
- Kiss The Boot (Winter 1966) Produktion und Regie
- Imitation Of Christ (Mai/Juni 1967) Produktion und Regie
- I, A Man (Juli 1967) Produktion und Regie
- Bike Boy (August 1967) Produktion und Regie
- The Loves Of Ondine (August 1967) Produktion und Regie
- Nude Restaurant (Oktober 1967) Produktion und Regie
- Lonesome Cowboys (Dezember 1967) Produktion und Regie
- Blue Movie (Juli/August 1968) Produktion und Regie
- Flesh (1968) Produktion
- Trash (1970) Produktion
- Women in Revolt (1971) Produktion
- Heat (1972) Letzter Teil der Trilogie nach Flesh und Trash Produktion
- Andy Warhols Frankenstein (1973) Produktion
- Andy Warhols Dracula (1974) Produktion
- 1974: Identikit (Darsteller)
- Andy Warhol’s Bad (1976) Produktion
- Cocaine Cowboys (1979) Darsteller

Anmerkung zu Filmen und Videos
Warhol hat eine unzählige Reihe von Filmen mit meist experimentellem Charakter (auch als Undergroundfilme bezeichnet) produziert, die teilweise chronologisch nicht mehr erfassbar sind; so dauerte beispielsweise der Film **** (Four Stars) circa 24 Stunden, wurde nur ein einziges Mal aufgeführt und anschließend in unterschiedliche Einzelfilme zerschnitten. Manche Filme wurden teilweise für Warhols Exploding Plastic Inevitable Happeningshows verwendet. Seit 1968 (nach dem Attentat) war Paul Morrissey der Regisseur der Filme, Warhol gab nur noch seinen Namen dafür her. Ironischerweise stammen die bekanntesten Filme wie Flesh, Trash und Bad überhaupt nicht von Warhol, sie stellen nur Nachahmungen der frühen Experimentalfilme dar.
Unterschiede zwischen Original- und Kaufversionen
Die Videos/DVDs der Filme mit der Kennzeichnung FSK 16 sind teilweise stark geschnitten. Sogar die Versionen mit der Freigabe FSK 18 sind, wenn man den Besprechungen glauben darf, in Einzelfällen gegenüber der Originalversion gekürzt.
Warhols Auftritte in Film und Fernsehen
Warhol selbst trat in den 1980er-Jahren in zahlreichen Fernseh-, Werbe- und Videospots auf (unter anderem für die Computerfirma Apple), der Vorstellung des Amiga-Computers, sowie in einem Video der Bands The Cars und Curiosity Killed the Cat, in der TV-Soap-Opera The Love Boat oder dem Kino-Film Tootsie. Im lokalen New Yorker Fernsehen hatte er fünf Jahre lang seine eigene Fernseh-Show Andy Warhol’s Fifteen Minutes.
Eine Szene des 1991 gedrehten Films The Doors zeigt die Begegnung Jim Morrisons mit Andy Warhol, gespielt von Crispin Glover. In dem Film Men in Black 3 aus dem Jahr 2012 spielt Bill Hader die Rolle Andy Warhols.

### Diskografie
- The Velvet Underground & Nico, (Das legendäre „Bananenalbum“), Schallplatte 1967, remasterte CD-Versionen 1996 und 2012 (45th Anniversary Edition)

### Plattencover
- Various Artists, Cool Gabriels (1956), Groove LG-1003
- J. J. Johnson, Kai Winding, Benny Green, Trombone by Three (1956), Prestige 4
- Kenny Burrell, Volume 2 (1957), Blue Note BLP-1543
- Moondog, The Story of Moondog (1957), Prestige 7099
- Maurice Ravel/Boston Symphony Orchestra, Daphnis und Chloe (1958), RCA LM-1893
- Kenny Burrell, Blue Lights (1958), Blue Note 1596
- Tennessee Williams, Reading from The Glass Menagerie (1960), Caedmon TC 1005
- Johnny Griffin, The Congregation (1959), Blue Note 1580
- The Velvet Underground, The Velvet Underground & Nico (1967), Verve V6-5008
- Rolling Stones, Sticky Fingers (1971), Rolling Stones 39105
- John Cale, The Academy in Peril (1972), Reprise REP 44212
- Paul Anka, The Painter (1976), UA LA653-G
- Rolling Stones, Love You Live (1977), Rolling Stones COC 2-9001
- Diana Ross, Silk Electric (1982), RCA AFL1-4384
- Billy Squier, Emotions In Motion (1982), Capitol ST 512217
- Aretha Franklin, Aretha (1986), Arista AL8442
- John Lennon, Menlove Ave. (1986), Capitol R-144136

## Bibliografie

### Bücher von Warhol
- Interviews mit Andy Warhol, Hrsg. von Kenneth Goldsmith, Verlag Kurt Liebig, Schmieheim, 2006, ISBN 3-938715-02-2.
- Andy Warhol, Stephen Shore, Nat Finkelstein und Billy Name: The Index Book. Black Star Random House, New York 1967.
- Andy Warhol: A: A Novel. Grove Press, New York 1968; Neuauflage Virgin Books, 2005, ISBN 0-7535-1081-2.
- Andy Warhol: The Philosophy of Andy Warhol (From A to B and Back Again), Harcourt Brace Jovanovich, New York, London 1975, ISBN 0-15-189050-1.
- Andy Warhol und Bob Colacello: Exposures. New York/London 1979, ISBN 0-09-139200-4.
- Andy Warhol und Pat Hackett: Popism. The Warhol ’60s, Harcourt Brace Jovanovich, New York, London 1980, ISBN 0-15-173095-4.
  - Reprint: Penguin Books, 2007. ISBN 978-0-14-190526-6
- Andy Warhol: America. Harpercollins, New York 1985, ISBN 0-06-096004-3.
- Andy Warhol und Pat Hackett: Das Tagebuch. Droemer Knaur, 1989, ISBN 3-426-26429-3 (deutsch, OT: The Andy Warhol Diaries)
- Andy Warhol: Die Philosophie des Andy Warhol von A bis B und zurück. Neuauflage 2006, Fischer Taschenbuch Verlag, ISBN 978-3-596-17315-0.
- Andy Warhol und Truman Capote: Ein Sonntag in New York. Gatza, Berlin 1993, ISBN 3-928262-14-9.
- Andy Warhol, Suzie Frankfurt: Wild Raspberries. New York 1959; Neuauflage Little, Brown and Company, 1997, ISBN 0-8212-2340-2 (englisch).

Werkverzeichnisse
Andy Warhol betraute 1977 Thomas Ammann damit, sein Werkverzeichnis herauszugeben. Die Veröffentlichung verzögerte sich bis 2002, der dritte Band erschien 2010.
- George Frei/Neil Printz (Hrsg.): Andy Warhol Werkverzeichnis/Catalogue Raisonné Vol. I (1961–1963), Phaidon, New York 2002, ISBN 978-0-7148-4086-4
- George Frei/Neil Printz (Hrsg.): Andy Warhol Werkverzeichnis/Catalogue Raisonné Vol. II (1964–1969) Phaidon, New York 2004, ISBN 978-0-7148-4087-1
- George Frei/Neil Printz (Hrsg.): Andy Warhol Werkverzeichnis/Catalogue Raisonné Vol. III (1970–1974) Phaidon, New York 2010, ISBN 978-0-7148-5698-8
- Frayda Feldman & Jörg Schellmann (Hrsg.): Andy Warhol Prints: A Catalogue Raisonné: 1962–1987. D.A.P., New York 1997, ISBN 1-881616-90-8

## Filme
- Kim Evans: Andy Warhol, 77 Min., Arthaus Musik GmbH 2008 (1987), ISBN 978-3-939873-24-2 (mehrsprachig)
- Ric Burns: Andy Warhol: A Documentary Film, USA 2006 (dt. Fassung: Andy Warhol – Godfather of Pop), 230 Min.
- Ich habe auf Andy Warhol geschossen – „Scum Manifesto“. Regie: Ovidie, Dokumentation, ARTE F, Frankreich, 60 Minuten, 2024